# Deutsches Museum
Das Deutsche Museum von Meisterwerken der Naturwissenschaft und Technik (meist nur Deutsches Museum genannt) in München ist nach Ausstellungsfläche eines der größten Wissenschafts- und Technikmuseen der Welt. Es betreibt als Anstalt des öffentlichen Rechts neben dem Stammhaus auf der Münchner Museumsinsel vier Außenstellen in Bonn (Deutsches Museum Bonn), München (Verkehrszentrum), Nürnberg (Deutsches Museum Nürnberg – Das Zukunftsmuseum) und Oberschleißheim (Flugwerft Schleißheim). Erklärtes Ziel ist es, dem interessierten Laien in verständlicher Weise naturwissenschaftliche und technische Erkenntnisse möglichst lebendig nahezubringen. Dazu zeigt es die geschichtliche Entwicklung der Naturwissenschaften und der Technik sowie deren Bedeutung für die technische und die gesellschaftliche Entwicklung anhand ausgewählter Beispiele.
Das Deutsche Museum ist eines der acht Forschungsmuseen der Leibniz-Gemeinschaft, die sich als Forschungseinrichtungen zu Erdgeschichte und Artenvielfalt, zur Kultur- und Technikgeschichte verstehen. Das dem Deutschen Museum angegliederte Forschungsinstitut, welches sich mit Technik- und Wissenschaftsgeschichte sowie -kommunikation beschäftigt, arbeitet mit der Ludwig-Maximilians-Universität sowie der Technischen Universität München zusammen und ist unter anderem am Exzellenzcluster Munich Center for Quantum Science and Technology beteiligt. Das Deutsche Museum betreibt eine Spezialbibliothek für die Geschichte der Naturwissenschaften und Technik, die seit 2016 gefördert durch die Deutsche Forschungsgemeinschaft die Subdisziplin Geschichte der Technik, Naturwissenschaften und Umwelt innerhalb des Fachinformationsdienstes Geschichtswissenschaft betreut. Das nach dem Schulreformer Georg Kerschensteiner benannte Kerschensteiner-Kolleg veranstaltet Fortbildungskurse für Lehrer und Studierende.

## Standorte

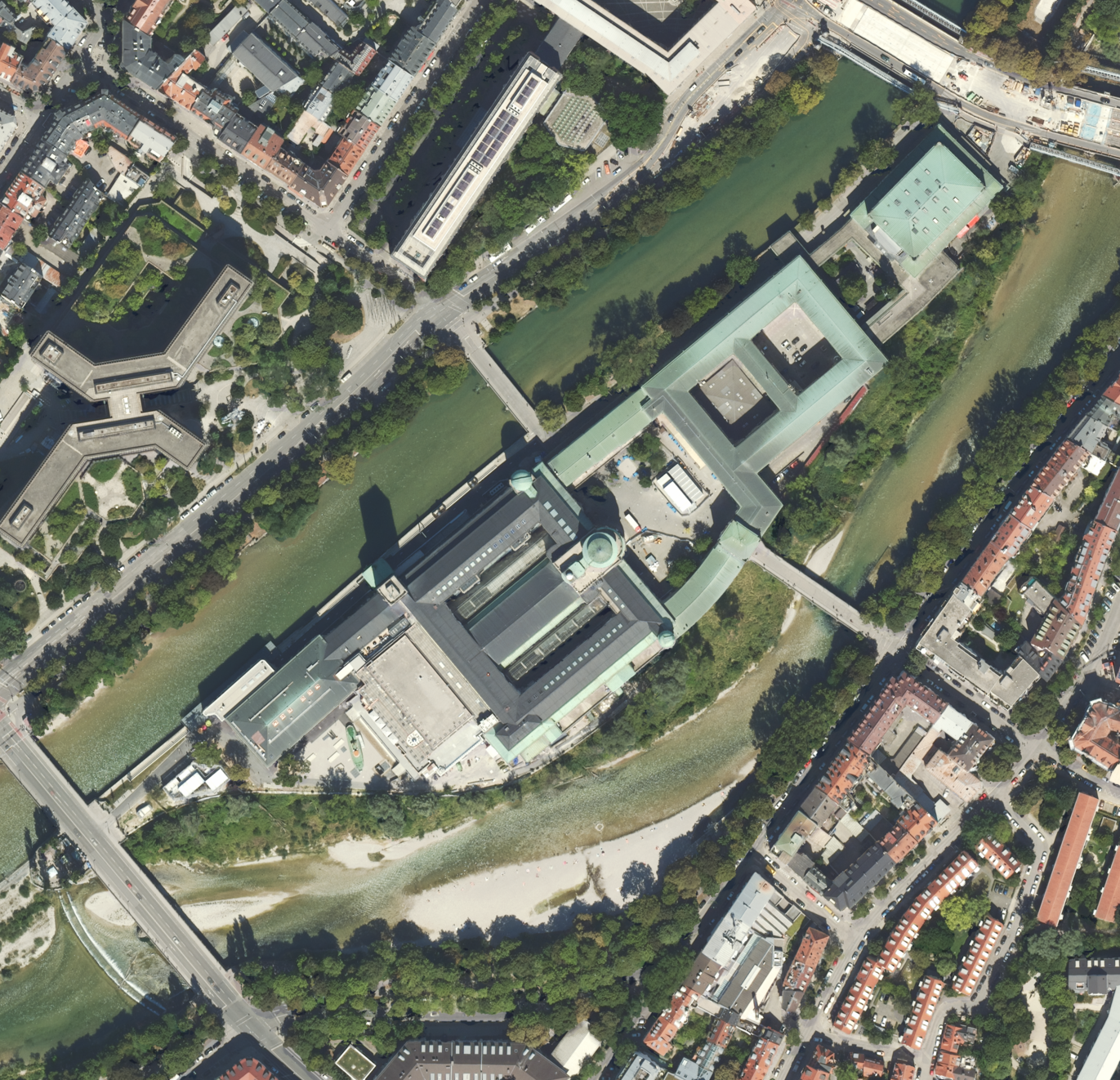
Der Museumsbau auf der Museumsinsel

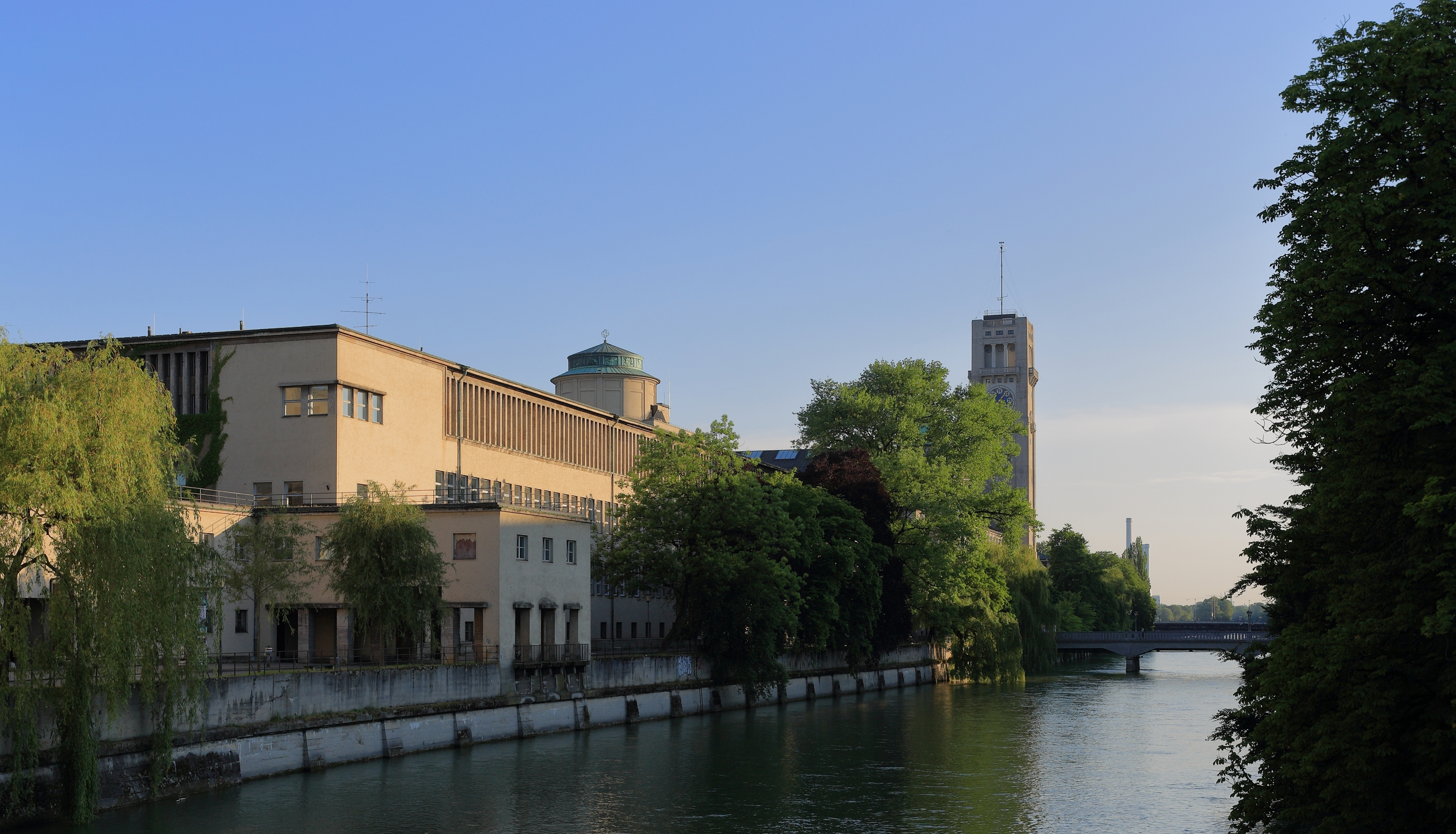
Deutsches Museum von der Ludwigsbrücke aus gesehen

### Stammhaus

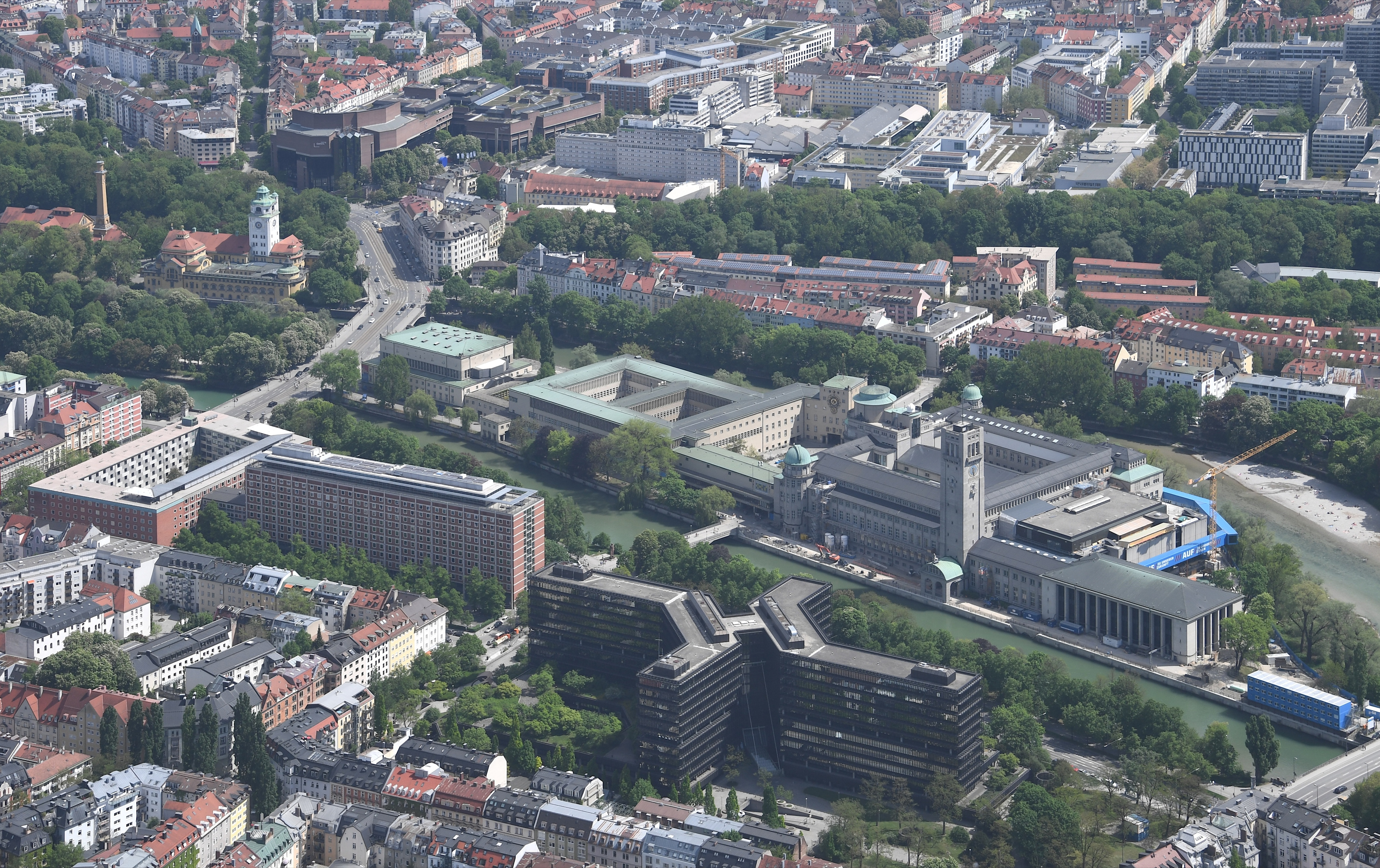
Luftbild des Deutschen Museums (mittig), das dunkle Gebäude unterhalb ist das Europäische Patentamt, das rötliche Gebäude links unterhalb das Deutsche Patent- und Markenamt

Das Museumsgebäude liegt auf der Münchner Museumsinsel. Diese ist eine ehemalige Kiesbank in der Isar. Die Insel wurde seit dem Mittelalter als Floßlände und Materiallager genutzt, daher rührt auch ihr alter Name Kohleninsel. Aufgrund der ständigen Hochwassergefahr wurde die Insel zunächst nicht bebaut. Erst 1772 entstand mit der Isarkaserne für die Bayerische Armee ein festes Bauwerk auf der Insel. Nach dem Hochwasser von 1899 wurde die Insel befestigt und flutsicher ausgebaut. Nachdem mehrere Pläne zur Nutzung der alten Kohleninsel vorlagen, unter anderem für den Bau eines Bahnhofs, erklärte sich der Münchner Stadtrat 1903 bereit, das Gelände für den Neubau des Deutschen Museums durch Erbbaurecht zur Verfügung zu stellen: 1906 wurde der Grundstein für den Museumsbau gelegt, Baubeginn war jedoch erst 1909. Unterbrochen durch den Ersten Weltkrieg zog sich der Bau nach Entwürfen des Architekten Gabriel von Seidl knapp zwanzig Jahre hin. Selbst zur Eröffnung des Museums am 7. Mai 1925 waren die Bauarbeiten noch nicht abgeschlossen.
Seit Mitte der 1930er Jahre besteht das Museum hauptsächlich aus drei Bauten, die nacheinander fertiggestellt wurden:

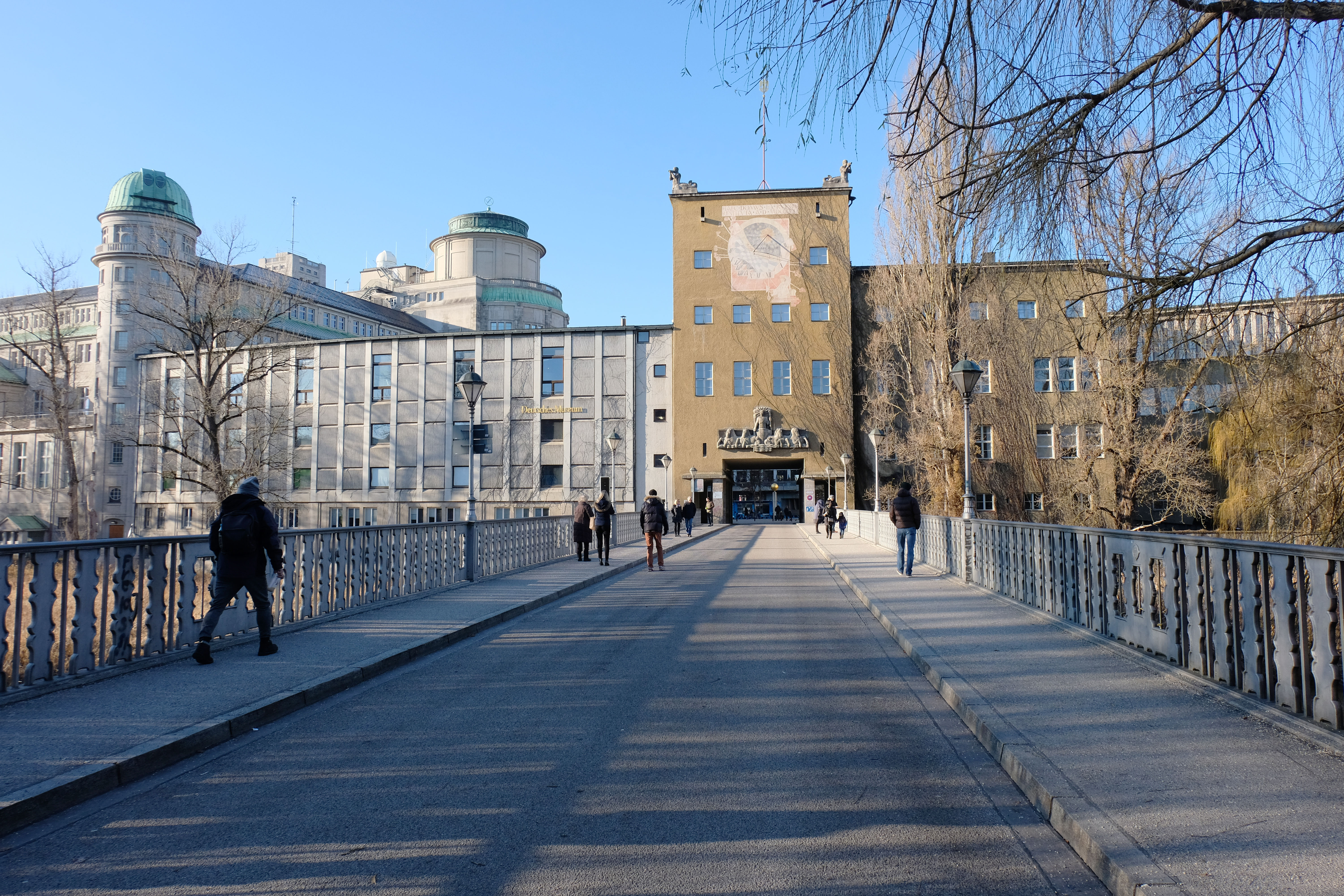
Das Deutsche Museum von der Zenneckbrücke aus gesehen

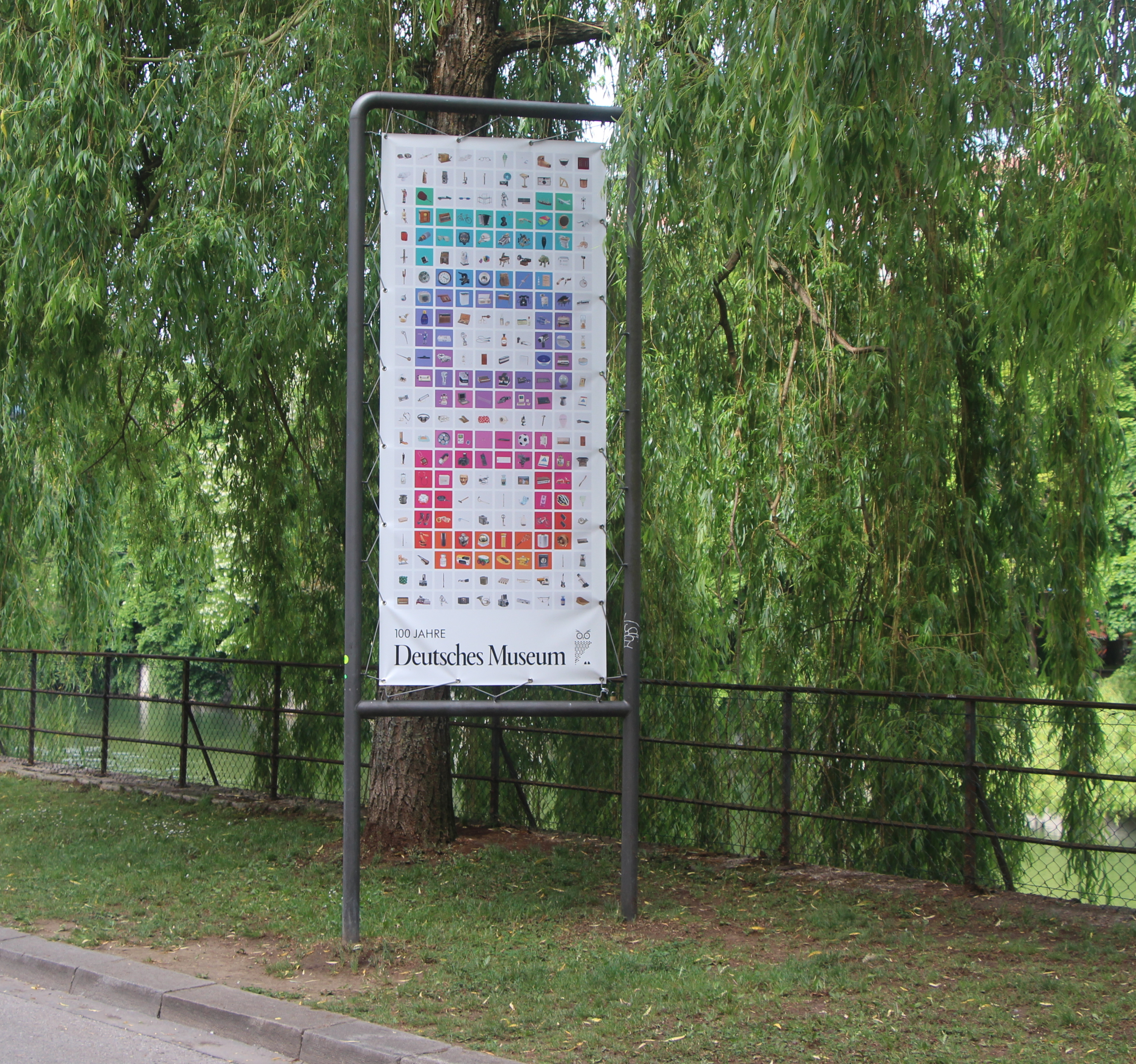
Hinweisschild vor dem Haus in München zum über 100jährigen Bestehen (2025)

- Der Sammlungsbau befindet sich auf dem isaraufwärts gelegenen Teil der Museumsinsel zwischen Bosch- und Zenneckbrücke im Norden sowie der Corneliusbrücke im Süden. Der Sammlungsbau war eines der ersten größeren Gebäude, die aus Stahlbeton errichtet wurden. Die Verwendung dieses damals noch neuen und fortschrittlichen Baumaterials wurde bewusst gewählt, um den Stand der Technik aufzuzeigen und somit auch das Gebäude selbst quasi zu einem Teil der Ausstellung zu machen.[13] Der Sammlungsbau wurde im südwestlichen Bereich der Museumsinsel um die in zwei Schritten 1937 und 1938 eröffnete Kraftfahrzeughalle (später Eisenbahnhalle, dann Zentrum Neue Technologien) erweitert.[14] 1984 wurde der Sammlungsbau im südöstlichen Teil der Museumsinsel um die von Sep Ruf[15] entworfene Halle für Luft- und Raumfahrt erweitert.[12]
- Nördlich des Sammlungsbaus und von diesem durch den Museumshof getrennt schließt sich der 1932 fertiggestellte Bibliotheksbau an, in dem sich unter anderem Bibliothek und Archiv des Deutschen Museums sowie Verwaltung und museumseigene Werkstätten befinden.
- Zwischen dem Bibliotheksbau und der Ludwigsbrücke wurde 1935 der Kongressbau fertiggestellt, nachdem 1928 in Anwesenheit des Reichspräsidenten Paul von Hindenburg die Grundsteinlegung erfolgt war.[16] Der im Kongressbau befindliche Kongresssaal war bis zur Fertigstellung des nahe gelegenen Kulturzentrums am Gasteig im Jahre 1985 Münchens größter Konzertsaal. Nach dem Verkauf des Kongressbaus durch das Deutsche Museum im Jahr 1989 wurden dort unter anderem das erste IMAX-Kino Deutschlands und ein Großplanetarium betrieben. Nach dem 2010 erfolgten Rückkauf des Kongressbaus durch das Deutsche Museum stand das Gebäude jahrelang leer.[16] In der Folge war das Grundstück, auf dem sich der Kongressbau befindet, als Standort für ein neues Konzerthaus im Gespräch.[17] 2016 wurde bekanntgegeben, dass Teile des Gebäudes ab 2017 für zunächst fünf Jahre als Veranstaltungsort mit Gastronomie genutzt werden sollen. Danach sollte über die weitere Nutzung entschieden werden.[18] Seit 2017 befindet sich der Blitz Club im Kongressbau.[16] Seit Juli 2022 gibt es an der Dachterrasse das Restaurant Frau im Mond; es kann auch unabgängig vom Museum besucht werden.[19][20]

### Zweigmuseen

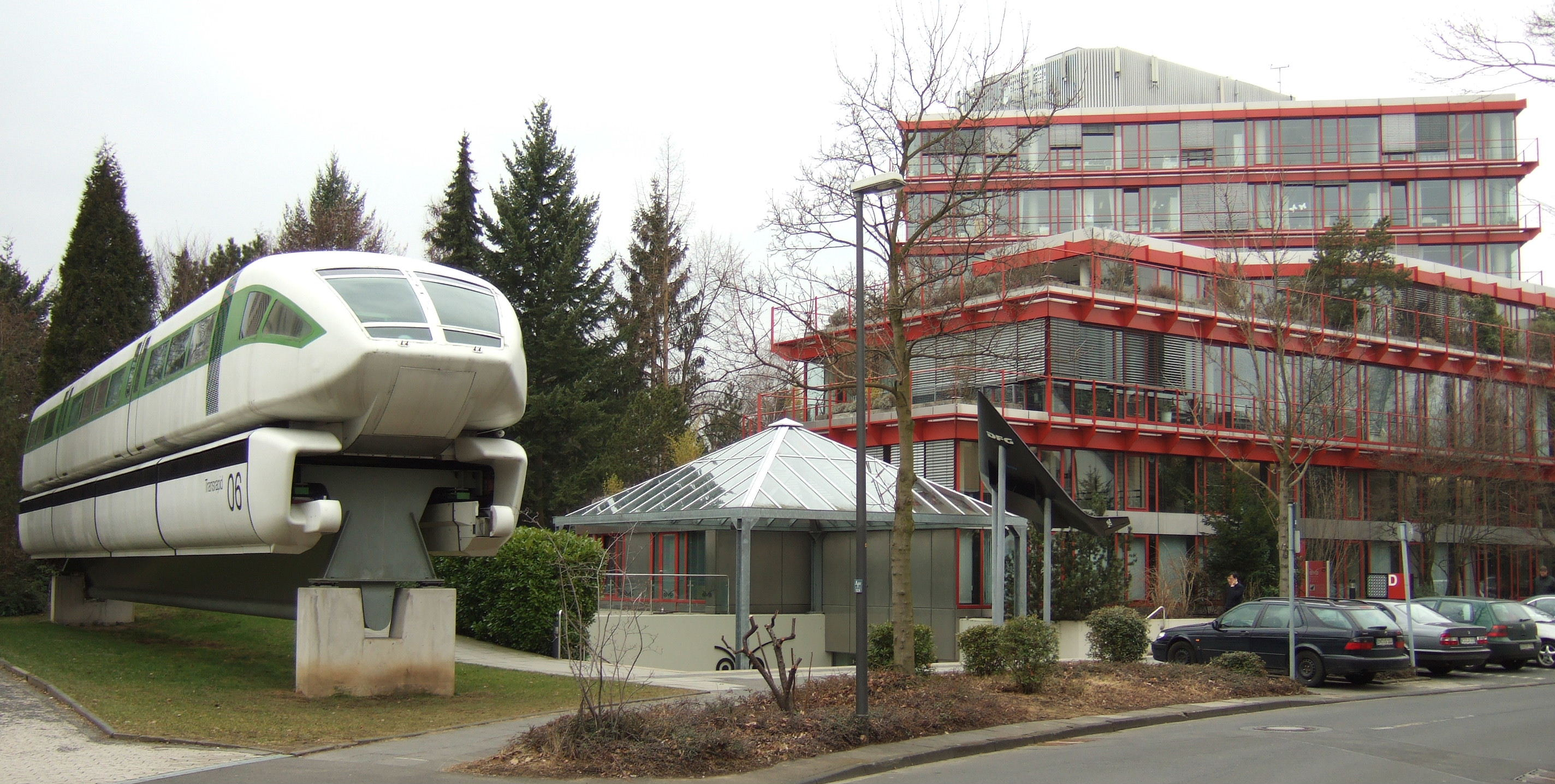
Deutsches Museum Bonn

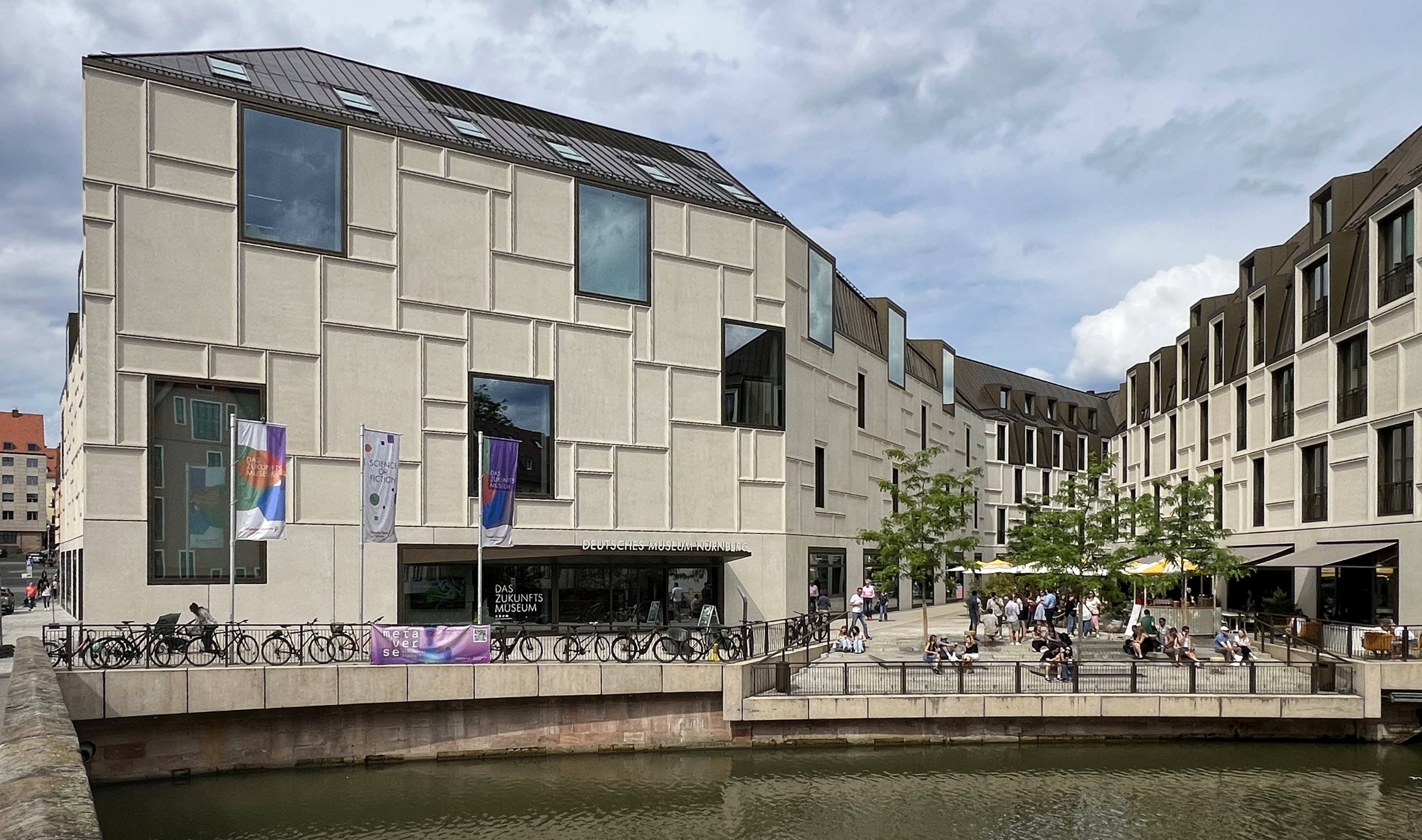
Zukunftsmuseum in Nürnberg

Neben dem Stammhaus auf der Museumsinsel betreibt das Deutsche Museum vier Zweigmuseen. Teile der Luftfahrtausstellungen befinden sich in der historischen Flugwerft des Flugplatzes Oberschleißheim. Neben einer 1992 errichteten neuen Ausstellungshalle werden die ab 1912 errichteten historischen Gebäude Werfthalle und Kommandantur für die Luftfahrtausstellungen genutzt. Das in mehreren Schritten ab 2003 eröffnete Verkehrszentrum auf der Theresienhöhe in München, welches die Ausstellungen im Bereich Landverkehr beherbergt, nutzt die historischen Hallen I, II und III des alten Münchner Messegeländes. Das Deutsche Museum Bonn befindet sich im Untergeschoss des Wissenschaftszentrums Bonn und das Deutsche Museum Nürnberg in der Nähe des Hauptmarktes in der Nürnberger Altstadt gelegenen Gebäudekomplex Augustinerhof. Das Deutsche Museum betreibt in Kooperation mit der Stadt Freilassing das Eisenbahnmuseum Lokwelt Freilassing.

### Depots
Bereits 2009 existierten Pläne des Deutschen Museums, in unmittelbarer Nachbarschaft der Flugwerft in Oberschleißheim ein Schaudepot zu errichten. 2014 erwarb das Deutsche Museum ein 20.000 Quadratmeter großes Grundstück in Erding, um dort ein zentrales museumseigenes Schaudepot zu errichten. Da der Depotbau in Erding aus Geldmangel zunächst nicht zustande kam, wurden stattdessen unter anderem in Ingolstadt und in Kirchheim bei München Lagerhallen als Depots angemietet.

## Nationale und internationale Vorbedingungen der Museumsgründung
→ Zur Geschichte und Bedeutung des Museum-Begriffs: Museum
Mit den Säkularisierungsbestrebungen des Renaissance-Zeitalters begannen Herrscher und wohlhabende Bürger, Sammlungen nach unterschiedlichsten Ordnungskriterien anzulegen, oft, um sich kulturell, sozial und politisch zu profilieren. Diese Wunderkammern wurden nicht nach pädagogischen Aspekten angelegt; dieses Kriterium trat erst im Zeitalter der Aufklärung ab dem 17. Jahrhundert und verstärkt ab dem 18. Jahrhundert hervor. Die Ausstellungen dieses Zeitalters sollten die Vorteile des aufklärerischen Fortschritts bezeugen. Mitte des 18. Jahrhunderts begann die Trennung zwischen Ausstellungen der Schönen Künste und solchen der nützlichen Künste. Die letztgenannten Ausstellungen zeigten insbesondere handwerklich und manufakturiell hergestellte Objekte.
Wirtschaftlich-technische Ausstellungen sind in Frankreich ab dem frühen 19. Jahrhundert bekannt. Die Präsentation moderner Industrietechnik sollte der Bevölkerung vermitteln, wie sich der technologische Fortschritt positiv auf die Lebensverhältnisse (Wohlstand und Komfort) sowie auf die Beherrschung der Natur auswirkte, und betonte die Bedeutung des Nationalstaates.
Gegen die Verherrlichung der Technik wurde die Verarmung breiter Schichten der Industrie- und Landarbeiter angeführt. In die Darstellung der technologischen Errungenschaften floss ein sozialer Aspekt ein – es sollte vermittelt werden, wie der „Kampf gegen die Natur“, beispielsweise im Hygienebereich, durch technologischen Fortschritt gewonnen werden könne. Auf der Londoner Weltausstellung von 1851 wurde ein Modell für ein kostengünstiges Arbeiterwohnhaus vorgestellt – ein Projekt, das in England zwar scheiterte, aber in Kontinentaleuropa aufgegriffen wurde. Auf der Weltausstellung von 1862 – wiederum in London – bildeten sich erste Arbeiterrechts-Vereinigungen. Die Pariser Weltausstellung 1867 zeigte konsequenterweise Haushaltsgeräte, Unterrichtsmittel oder Kleidung als neue, „volksnahe“ Ausstellungsstücke. In London folgte 1868 eine Arbeiter-Industrieausstellung.
Auf der Weltausstellung 1873 in Wien stellte der Bereich Sicherheits- und Rettungswesen die zweitgrößte Exponatzahl nach dem großindustriellen Bereich mit Exponaten zu Eisenbahnen und Dampfmaschinen. Mit den Verwerfungen der 1870er Wirtschaftskrise rückten die Belange der Arbeiter noch weiter in den Vordergrund. In Brüssel fand 1876 die „Internationale Ausstellung für Gesundheitspflege und Rettungswesen“ statt; im Jahre 1882 wurde in Berlin die „Allgemeine Deutsche Ausstellung auf dem Gebiete der Hygiene und des Rettungswesens“ gezeigt.
Ende des 19. Jahrhunderts rücken nationale Interessen wieder ins Blickfeld der Museumsgestalter. Frankreich feierte die Republik, das Deutsche Reich seine Anstrengungen auf dem Gebiet des Transportwesens und der Fernmeldetechnik. Die museale Würdigung des allgemeinen technologischen Fortschritts, der der Industrialisierung zugrunde lag, war in Preußen bereits 1867 gescheitert. Auch eine für 1879 im Deutschen Reich geplante Weltausstellung kam nicht zustande, da sich Industrie und Staat stritten, wie weit staatliche Eingriffe in unternehmerische Belange zum Schutz der Arbeiter gehen sollten. Diese sozialen Fragen waren durch Otto von Bismarcks anti-sozialistische Maßnahmen ein besonderes Anliegen des jungen Staates; mit ihnen sollte der innere Zusammenhalt des Reiches gefördert werden. Daraus folgte, dass auch im Deutschen Reich Sozialausstellungen gezeigt wurden, so 1882 beispielsweise die „Allgemeine Deutsche Ausstellung auf dem Gebiete der Hygiene und des Rettungswesens“. Eine Ausstellung zum Thema Unfallschutz folgte 1889; eine dauerhafte Hygiene-Ausstellung war 1886 in Berlin eingerichtet worden. Ebenfalls in Berlin wurde 1891 die „Zentralstelle für Arbeiterwohlfahrteinrichtung“ gegründet, die sich den Aufbau eines „Sozialen Museums“ zur Aufgabe machte. Am 10. Februar 1900 beschloss der Reichstag die Einrichtung einer solchen Ausstellung, die 1903 eröffnet wurde.
In München kristallisierten sich zwei rivalisierende technische Museen heraus. Karl Poellath sammelte Maschinen mit Arbeitsschutzvorrichtungen in seinem Privathaus und regte 1895 ein Museum für Unfallverhütung und Gewerbehygiene an. Der Polytechnische Verein unterstützte dieses, und im Jahre 1900 resultierten die Bemühungen in der Gründung des „Museum für Arbeiterwohlfahrtseinrichtungen“, das 1906 in ein staatliches Institut umgewandelt und in „Königlich Bayrisches Arbeitermuseum“ umbenannt wurde.
Als Kontrast zu diesem Museum entwickelte sich die Idee einer wissenschaftlich fundierten Ausstellung, die die Technik nicht auf der Ebene sozialen Fortschritts, sondern naturwissenschaftlicher Bildung präsentieren sollte. Führend bei dieser Linie waren die Ingenieure und ihre Vereinigungen, die mit dem 1899 gewährten Promotionsrecht eine erhebliche gesellschaftliche Aufwertung erfahren hatten. Diese Linie vertrat auch Oskar von Miller, der seine Idee eines naturwissenschaftlich-technischen Museums 1903 vorstellte.

## Oskar von Miller

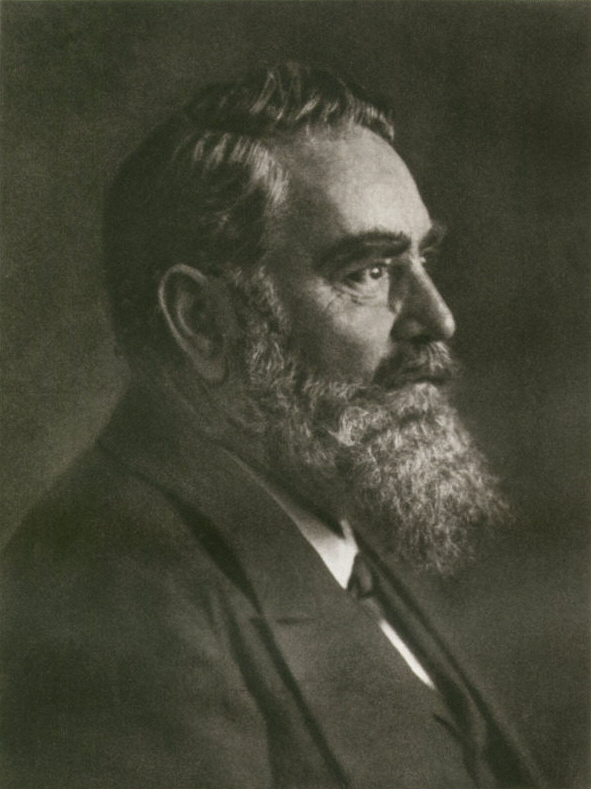
Oskar von Miller

Die Geschichte des Museums ist mit seinem Gründer Oskar von Miller eng verwoben. Seine Vorstellungen bestimmten maßgeblich die Konzeption und die Gestaltung der Sammlungen. Sein organisatorisches Talent nutzte er erfolgreich zur Anwerbung von Geldgebern und Unterstützern.
Miller, 1855 als Sohn von Ferdinand von Miller – einem bekannten Münchner Erzgießer – geboren, hatte sich als Bauingenieur einen Namen gemacht. Mit einem Reisestipendium ausgestattet, besuchte er unter anderem 1881 die Pariser Internationale Elektrizitätsausstellung, unter deren Eindruck er 1882 die erste elektrotechnische Ausstellung in München organisierte, bei der die erste Fernübertragung von Starkstrom (57 Kilometer von Miesbach nach München) gelang. Im Jahr 1883 ging von Miller nach Berlin zur damaligen Deutschen Edison-Gesellschaft für angewandte Elektricität, aus der später die Allgemeine Elektricitäts-Gesellschaft (AEG) entstand. Er gründete sechs Jahre später ein Ingenieurbüro in München. In Frankfurt am Main organisierte er die „Internationale Elektrotechnische Ausstellung 1891“, wo erstmals die Fernübertragung von 20.000-V-Wechselstrom über eine Strecke von 175 Kilometer von Lauffen am Neckar nach Frankfurt präsentiert werden konnte. Sein Ingenieurbüro projektierte große Kraftwerksanlagen, so beispielsweise die Etschwerke, die Pfalzwerke und die Brennerwerke. Miller wurde so zu einer gefragten Fachkraft für die Energieversorgung von Städten.
Wann Miller sich erstmals ernsthaft mit Plänen für ein Technisches Museum befasste, ist unbekannt, da dessen Privathaus im Zweiten Weltkrieg zerstört wurde, wobei ein Großteil seiner Korrespondenz verloren ging. Bei der Konzeption des Museums konnte sich Miller auf seine Erfahrungen aus der Organisation der beiden elektrotechnischen Ausstellungen in München (1881) und Frankfurt (1891) stützen. Der Aufbau und die Gestaltung des Museums gingen maßgeblich auf Millers Initiative und sein Organisationstalent zurück. Er verstand es, einflussreiche Persönlichkeiten aus Wissenschaft und Wirtschaft einzubinden. Auch die Art und Weise der Präsentation der Exponate wurde von Miller stark beeinflusst, während Kritiker wie der Berliner Professor Alois Riedler weitestgehend ignoriert wurden. Von Millers Gestaltungswille prägte das Deutsche Museum bis zu seinem Rücktritt 1933.
Er steht für das bildungsorientierte Mitmachprinzip, bei dem Exponate zu kleinen physikalischen Experimenten einladen oder auf Knopfdruck automatisierte Miniaturen wie etwa ein Warenfluss eines Buchhandels-Barsortiments im Maßstab 1:20 ablaufen.

## Geschichte

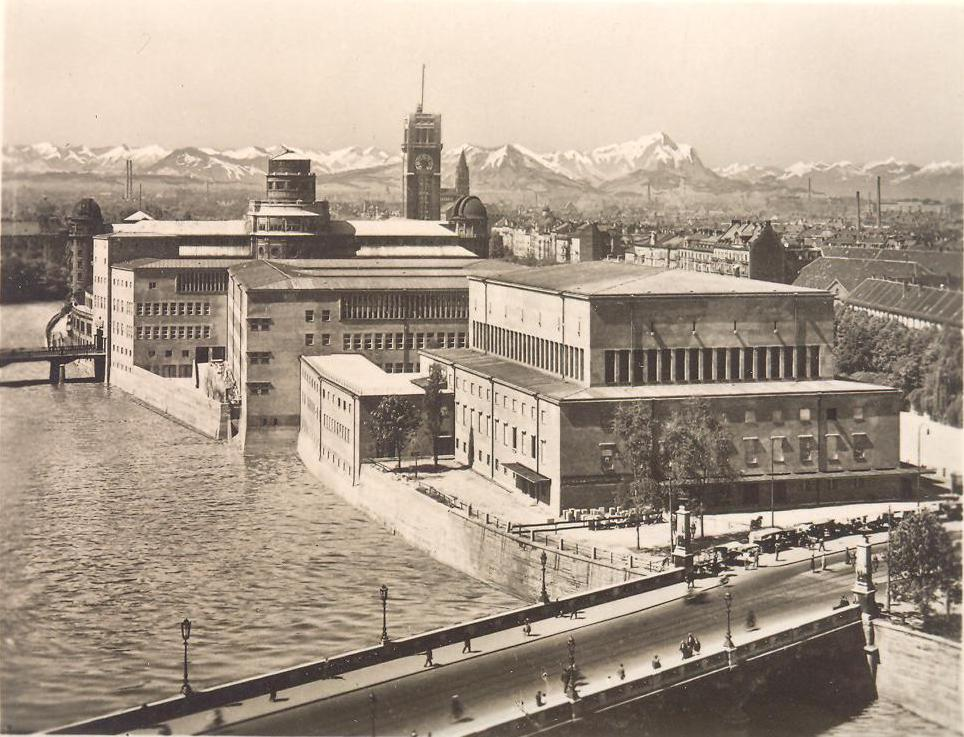
Deutsches Museum in den 1930er Jahren

### 1903 bis 1925: Gründung und Aufbauzeit
In diese Periode fallen der Neubau der Ausstellungsgebäude auf der Kohleninsel, die Einwerbung von Geld- und Sachspenden zur Finanzierung des Neubaus und der Sammlungen sowie die Erarbeitung der Sammlungspolitik und die Organisation der Museumsverwaltung. Diese Aufbauzeit ist durch den Einfluss Oskar von Millers gekennzeichnet und wird durch den Ersten Weltkrieg und die Verwerfungen der Nachkriegszeit geprägt.
Die Gründungsphase ist zeitlich kompakt zwischen dem 1. Mai 1903 und dem 28. Juni 1903 anzusetzen. Am 1. Mai verschickte Oskar von Miller ein Rundschreiben, das die Gründung eines Museumsvereins zum Inhalt hatte. Adressaten dieses Schreibens waren reichsweit bekannte Persönlichkeiten aus Wissenschaft und Industrie, mit denen Miller zum Teil seit seiner Schulzeit bekannt war – so zum Beispiel Walther von Dyck und Wilhelm Conrad Röntgen, des Weiteren Carl von Linde, Georg Krauß, Hugo von Maffei, Carl Duisberg und Rudolf Diesel.
Aus diesen Persönlichkeiten bildete sich ein enger Kreis von 37 Personen, aus deren Mitte sich bereits am 5. Mai 1903 ein per Akklamation gewähltes provisorisches Komitee konstituierte, in dessen Rahmen 260.000 ℳ (entspricht heute etwa 2.100.000 EUR) gespendet wurden.
Am 28. Juni 1903 fand im Vorfeld der 44. Hauptversammlung des Vereins Deutscher Ingenieure (VDI) in München im Festsaal der Akademie der Wissenschaften die Gründungssitzung des „Vereins des Museums von Meisterwerken der Naturwissenschaft und Technik“ statt. Den Vorsitz führte Prinz Ludwig, der das „Protektorat“ übernommen hatte. Weitere Sitzungsteilnehmer waren Staatsminister Clemens von Podewils-Dürniz, Maximilian von Feilitzsch sowie Anton von Wehner. Oskar von Miller berichtete über die „Tätigkeit des provisorischen Comités“, und die Versammlung sandte ein Huldigungstelegramm an Kaiser Wilhelm II. Über Oskar von Millers Bruder, Ferdinand von Miller, war der Kontakt zu Prinz Ludwig hergestellt worden, der ebenso wie Kaiser Wilhelm II. als „Protektor“ gewonnen werden konnte.
Dem Gründungsaufruf folgten weitere bekannte Persönlichkeiten wie Max Planck, Gustav Krupp von Bohlen und Halbach und Millers früherer Chef bei der AEG, Emil Rathenau, und boten ihre Mithilfe an. Der Magistrat der Stadt München unter Wilhelm von Borscht stellte einen Teil der alten Kohleninsel in der Isar als Baugrund für einen neu zu errichtenden Museumsbau zur Verfügung. Den Grundstock der Sammlungen stellten Stiftungen aus der Industrie und insbesondere die Übertragung der Sammlung der Bayerischen Akademie der Wissenschaften.
Am 12. November 1906 erfolgte im Beisein des deutschen Kaisers Wilhelm II. die Eröffnung einer provisorischen Ausstellung des Deutschen Museums im ehemaligen Bayerischen Nationalmuseum an der Maximilianstraße (heute ist dort das Museum Fünf Kontinente untergebracht). Die Resonanz der Bevölkerung auf das neue Museum war gut; in den ersten 25 Besuchstagen kamen über 26.000 zahlende Besucher, dazu mindestens 4.000 Museumsmitglieder, zusammen also über 1.200 pro Tag, darunter Schulklassen, die 15 Karten für 1 ℳ erwerben konnten. Im ersten vollständigen Betriebsjahr 1907 verzeichnete das Deutsche Museum ca. 211.000 Besucher. Die Bibliothek und Plansammlung wurde 1908 eröffnet. Ab 1909 betrieb das Deutsche Museum eine Zweigstelle in der damaligen Schwere-Reiter-Kaserne, die Ende 1914 infolge des Ausbruches des Ersten Weltkrieges geschlossen wurde.
Etwa Anfang Mai 1906 begann der Architekturwettbewerb für den Museumsneubau (heute Sammlungsbau) auf der Kohleninsel. Die Preise für die Vorschläge, die bis zum 20. September 1906 einzureichen waren, waren mit 15.000 ℳ für den 1. Preis, 10.000 ℳ für den 2. Preis sowie 5.000 ℳ für den 3. Preis dotiert. Es gingen 31 Projektvorschläge ein, davon 24 aus München. Der erste Preis wurde einstimmig dem unter dem Kürzel „D. M.“ eingereichten Entwurf zugebilligt. Hierbei handelte es sich um den Architekten Gabriel von Seidl. Der zweite und dritte Preis wurde in zwei gleiche Preise zu je 7.500 ℳ umgewandelt und ging an die Entwürfe mit den Kennworten „Deutsches Museum“ (Paul Ludwig Troost und Carl Jäger) sowie „Vorhof“ (Hermann Buchert).
Am 13. November legte Kaiser Wilhelm II. den Grundstein für den Neubau und stiftete „für das Museum das Schnittmodell eines Linienschiffes neuester Bauart“. In einer Ansprache betonte Wilhelm Conrad Röntgen, „daß durch die Anwesenheit des deutschen Kaisers der nationale Charakter des geschaffenen Werkes bekundet werde“, und reichte „dem Prinz-Regenten den Hammer. Unter Glockengeläute fielen die ersten Schläge. Nach dem Regenten führten sie der Kaiser, die Prinzen und der Bürgermeister.“ Der Neubau verzögerte sich wegen des schwierigen Untergrundes der Kohleninsel. Aufgrund des Schwemmsand-Bodens mussten mehrere tausend Betonpfähle in den Boden getrieben werden, um das Fundament zu stabilisieren.
Am 5. Oktober 1911 fand in Anwesenheit von rund 1.600 Personen – darunter Prinz Ludwig als Protektor sowie Ferdinand von Zeppelin – das Richtfest des Museumsneubaus statt. Zu diesem Zeitpunkt plante man die Eröffnung für das Jahr 1913. Der Eröffnungstermin wurde bereits im folgenden Jahr auf 1915, später dann auf 1916 verschoben. Kriegsbedingt mussten jedoch die Bauarbeiten 1916 unterbrochen werden.
Bereits 1913 war der Architekt Gabriel von Seidl gestorben, 1919 starb auch Emanuel von Seidl, der den Bau nach dem Tod seines Bruders Gabriel fortgeführt hatte. Nachfolger von Emanuel von Seidl wurde Oswald Bieber. Mit den politischen Umwälzungen am Ende des Ersten Weltkrieges wurde dem Deutschen Museum ein wesentlicher Teil seiner finanziellen Mittel entzogen. Die Inflation vernichtete das Barvermögen der Stiftung, während sich die Unterstützung durch Staat und Wirtschaft ebenfalls verringerte und die Besucherzahlen zurückgingen. Aufgrund der desolaten Kapitallage war die Fortführung des Museumsneubaus zeitweise stark gefährdet. Aus diesen Gründen konnte der Bau bis zur geplanten Eröffnung nicht fertiggestellt werden. Trotz alledem wurde der Neubau des Deutschen Museums am 7. Mai 1925 – zu Oskar von Millers 70. Geburtstag – mit einem pompösen Fest eröffnet. Gerhart Hauptmann hatte ein Bühnenstück gedichtet, und bereits am 5. Mai fand ein Umzug im Stil der Münchner Künstlerfeste des 19. Jahrhunderts statt, bei dem sich die einzelnen Disziplinen auf künstlerisch gestalteten Wagen präsentierten.

### 1925 bis 1933: Weltruhm und Rücktritt von Millers

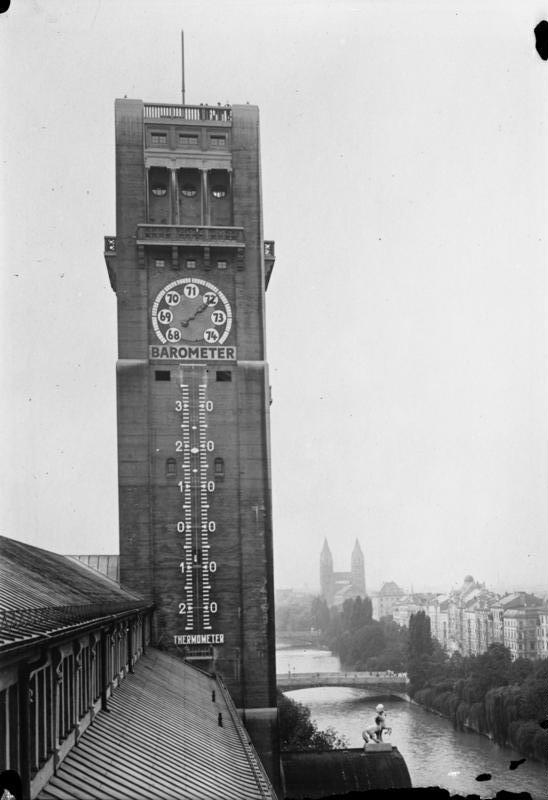
Das größte Thermometer in Deutschland am Turm des Deutschen Museums, 1930

Nach der Eröffnung des Neubaus auf der Kohleninsel begann 1925 die zweite Periode der Museumsgeschichte. Die organisatorischen Strukturen wurden gefestigt, es ging in den politisch instabilen Jahren der späten Weimarer Republik und der Zeit des Nationalsozialismus darum, die Selbstbestimmung der Museumsleitung zu erhalten.
Die Museumsverwaltung hatte die Umbruchjahre nach dem Ersten Weltkrieg nahezu unverändert überstanden. Die Leitungsgremien wurden nicht verändert und von konservativen Eliten dominiert. Die Museumsleitung verstand das Deutsche Museum als unpolitische Institution, die es aus der Tagespolitik herauszuhalten galt. Innerhalb der neuen demokratischen Regierungen suchte das Deutsche Museum nach Verbündeten, hielt jedoch an alten Traditionen fest. Das Amt des Schirmherren wurde beibehalten und vom Kronprinzen Rupprecht besetzt, was aufgrund des labilen Verhältnisses zwischen alten monarchischen und neuen demokratischen Machthabern gelegentlich für Unstimmigkeiten sorgte. Um die finanzielle Unterstützung durch den Staat nicht zu verlieren, trug die Museumsverwaltung repräsentative Ämter den jeweiligen Machthabern an, so wurde beispielsweise jeder neue Reichskanzler auch zum Ehrenpräsidenten ernannt.
Das Deutsche Museum entwickelte sich ab 1925 zu einem Publikumsmagneten. Die Besucherzahl, die seit 1914 mit zwei Ausnahmen unter 200.000 Gästen pro Jahr lag, erhöhte sich 1925 schlagartig auf 787.523 und pegelte sich bis zum Ausbruch des Zweiten Weltkrieges bei etwa 500.000 Besuchern ein. Millers Museum stand Pate für eine Reihe von Neugründungen im Ausland, so wurden beispielsweise das Museum of Science and Industry in Chicago und das Tekniska museet in Stockholm nach dem deutschen Vorbild aufgebaut. Oskar von Millers Ruhm als Elektroingenieur trat hinter seine Bekanntheit als Museumsgründer zurück. Die Hapag und der Norddeutsche Lloyd schenkten ihm je eine Weltreise, die er nutzte, um als Berater für Museumsgründungen im Ausland zu arbeiten. In München selbst besuchten viele bekannte Persönlichkeiten das Deutsche Museum, so beispielsweise Henry Ford, Robert Millikan oder Niels Bohr.
Der Vorstand um Oskar von Miller vertrat die Auffassung, das Deutsche Museum müsse unpolitisch bleiben, was bereits Mitte der 1920er Jahre zu Anfeindungen durch die Nationalsozialisten führte. Auch die international ausgerichtete Sammlungspolitik wurde von rechtsnationalen Kreisen scharf kritisiert. Diese Vorbelastung führte 1933 dazu, dass das Verhältnis von Museumsleitung und politischer Führung angespannt war. Als besonderes Politikum erwies sich Anfang der 1930er Jahre eine Bismarck-Statue, die für die Ehrenhalle des Museums gestiftet wurde, deren Aufstellung dort von Miller aber verweigerte. Während einer Sitzung des Vorstands mit dem Vorstandsrat schlug der Großindustrielle Paul Reusch vor, eine Statue des ehemaligen Reichskanzlers Otto von Bismarck im Ehrensaal aufzustellen. Obwohl der Vorschlag angesichts der konservativen und meist monarchistisch eingestellten Vorstands- und Vorstandsratsmitglieder konsequent schien, lehnte ihn von Miller ab. Seine Begründung lautete, dass Bismarck selbst nichts für Naturwissenschaft und Technik getan habe, so dass eine solche Ehrung politischer Natur wäre, was dem unpolitischen Standpunkt des Museums widerspräche. Es ist wahrscheinlich, dass bei Millers Ablehnung traditionell bayerische Ressentiments gegen alles Preußische eine Rolle spielten – in Bayern war die Vorstellung populär, Bismarck habe Ludwig II. bezüglich der Kaiserfrage „ausgetrickst“. Die Debatte schwelte bis 1931 weitgehend museumsintern; erst als sich der Münchner Stadtrat 1931 mit der Denkmalfrage auseinandersetzte, entwickelte sie sich zum Politikum.
Miller wurde Zielscheibe öffentlicher polemischer Anwürfe seitens der NSDAP-Fraktion und besonders Hermann Essers, von 1923 an Propagandaleiter der NSDAP. Nach der oben erwähnten Stadtratssitzung veröffentlichten die Nationalsozialisten Zeitungsartikel, in denen sie Miller mangelnden Patriotismus vorwarfen; die Tatsache, dass Bismarck nicht wenigen als Symbolfigur gegen die republikanische Ordnung galt, wurde heruntergespielt. Insbesondere versuchten die Miller-Gegner, über den Münchner Stadtrat einzugreifen, da die Stadt das Museum mitfinanzierte. Aufgrund der sorgfältig ausbalancierten Organisationsstruktur war diesen Bestrebungen allerdings kein Erfolg beschieden. Der Stadtrat verabschiedete lediglich einen Beschluss, wonach das Denkmal vor dem Museum aufgestellt werden sollte. Seit März 1931 wurde die Frage in der Öffentlichkeit diskutiert. Zusätzliche Brisanz erhielt das Thema dadurch, dass der Bildhauer Fritz Behn, der die Statue entworfen hatte, diese in einer Nacht-und-Nebel-Aktion am Morgen des 12. Septembers 1933 auf städtischem Grund vor der Kongresshalle aufstellte und einen Kranz niederlegte.
Miller konnte sich mit seiner Auffassung durchsetzen. Die Statue musste außerhalb des Museums bleiben; 1934 wurde sie an ihren heutigen Standort an der Boschbrücke versetzt. Nachdem die Nationalsozialisten am 9. März 1933 auch in München an die Macht gelangt waren, wirkte der Bismarckstreit noch nach und belastete die Beziehung zwischen dem Museum und den neuen Machthabern. Das angetragene Ehrenpräsidentenamt wurde von Adolf Hitler abgelehnt, die traditionellen Jubiläumsfeierlichkeiten zum Jahrestag fielen 1933 aus. Am 30. März 1933 erklärte Miller seinen Rückzug aus der Museumsleitung, da sich die Kritik vornehmlich an seiner Person entzündete. Neben seiner Haltung im Bismarckstreit verziehen ihm die Nationalsozialisten auch nicht, dass er nach 1918 mit der Münchner Räterepublik kooperiert und nach einer Studienreise in die Sowjetunion jenes Land überschwänglich gelobt hatte. Noch im Mai wurde die Hakenkreuz-Fahne auf dem Museumsturm gehisst.

### 1933 bis 1945: Nationalsozialismus und Zweiter Weltkrieg
Nachfolger Millers als Vorsitzender des Vorstandes des Deutschen Museums wurde zunächst der Münchner Verleger Hugo Bruckmann. Er war ein früher Förderer Hitlers mit Einfluss in der gehobenen Gesellschaft Münchens. Bruckmann machte erwartungsgemäß seinen Einfluss bei Hitler und anderen NS-Größen zugunsten des Deutschen Museums geltend. Noch im Jahr 1933 übernahm der Physiker Jonathan Zenneck die Nachfolge Bruckmanns. Bis Mitte der 1930er Jahre wurden durch „Umstrukturierungen“ jüdische Mitglieder aus den Museumsgremien ausgeschlossen. Dies betraf auch den langjährigen Vertrauten von Millers, Arthur Schönberg. Der Cousin des Komponisten Arnold Schönberg, welcher unter anderem als wissenschaftlicher Sammlungsleiter fungierte und der die ursprüngliche Fachgebietseinteilung des Deutschen Museums konzipierte, wurde mit seiner Ehefrau 1942 in das Konzentrationslager Theresienstadt deportiert, wo er 1943 starb.
Im Frühjahr 1934 gelangte mit Fritz Todt der einzige höhere NS-Funktionär in den Vorstandsrat. Die Museumsleitung hatte ihn wegen seiner Leistungen als Ingenieur vorgeschlagen und erhoffte sich – wie von Bruckmann – Einwirkung auf die Funktionärseliten von Regierung und Partei zum Vorteil des Deutschen Museums. Todt besaß jedoch anders als Bruckmann einen starken Gestaltungswillen. Seinem Verständnis nach hätten technische Geräte nicht nur einen ökonomischen, sondern auch einen kulturellen Wert. Er versuchte, das Museum in den von ihm geleiteten Nationalsozialistischen Bund deutscher Technik einzubinden. Ebenso forcierte er die Repräsentation moderner Industriezweige, wie den des Automobilbaus.

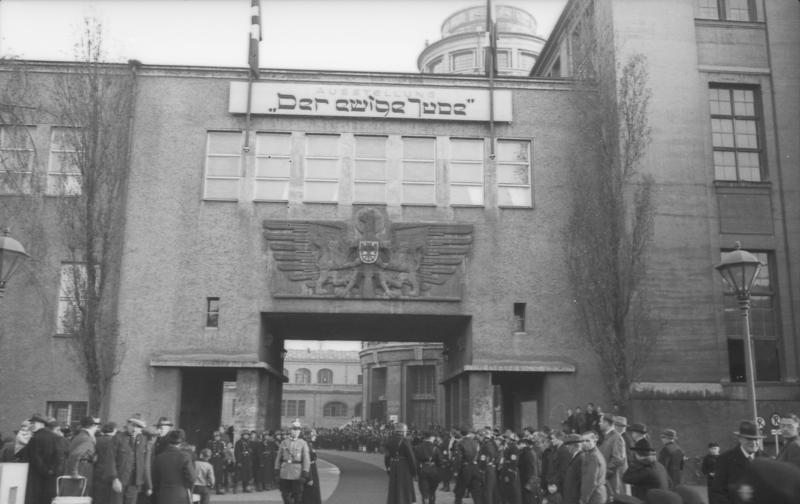
Ausstellung „Der ewige Jude“, November 1937

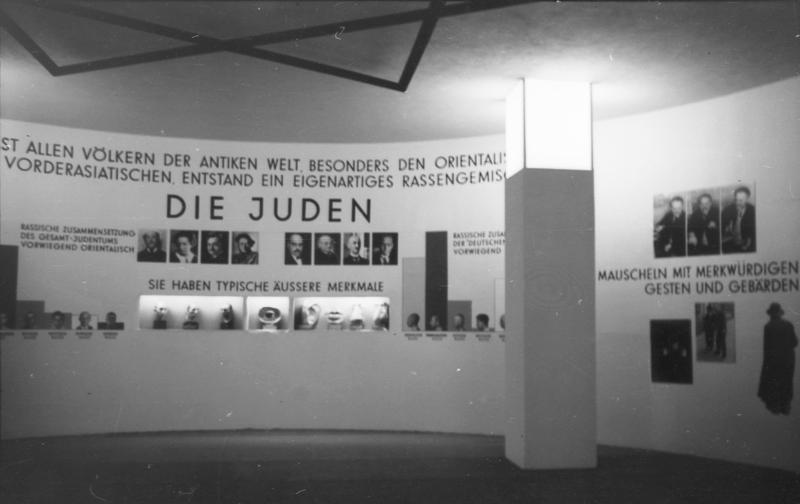
Innenraum der antisemitischen Ausstellung „Der ewige Jude“

Obwohl sowohl die Museumsleitung, wie Todt, eine Expansion der Ausstellungsräume anstrebten, handelte es sich um konträre Positionen. Während Todt die Integration in Parteiformationen zu erreichen suchte, versuchte der Vorstand, mit einer aggressiven Erweiterungspolitik die Souveränität des Museums weitgehend zu erhalten. Unter anderem über Interventionen Bruckmanns bei Hitler wurde Todt umgangen. So wurde die von der Museumsleitung angestrebte Nutzung der alten Schwere-Reiter-Kaserne auf der dem Museum stadtwärts gegenüber liegenden Seite der Isar von Hitler persönlich genehmigt. Todt erkannte dieses Problem durchaus, seine Beschwerden blieben jedoch folgenlos, da sich die Museumsleitung hütete, offen gegen ihn, beziehungsweise die von ihm propagierte Ideologie, zu opponieren. Anfang 1939 versuchte er mit Zenneck (der ihm besonders skeptisch gegenüberstand) in einem offenen Gespräch, die Missstimmigkeiten auszuräumen. Mit Beginn des Zweiten Weltkriegs wurden Todts Ambitionen ohnehin obsolet, da er sich ab diesem Zeitpunkt auf die Rüstungswirtschaft konzentrieren musste.
In der zweiten Hälfte der 1930er Jahre fanden im Bibliotheksbau mehrere Propagandaschauen statt, die jedoch nicht in der Verantwortung des Deutschen Museums konzipiert, sondern im Auftrag der NSDAP von Gaupropagandaleiter Walter Wüster inszeniert wurden, so 1936 die „Grosse antibolschewistische Schau“ und 1937 „Der ewige Jude“.
Die ab 1940 stattfindenden Luftangriffe auf München überstand das Museum lange unbeschadet. Der erste schwere Schaden entstand während eines Nachtangriffs am 24./25. April 1944. Brandbomben lösten im Bibliotheksbau ein Großfeuer aus, durch das auch die Betonstruktur des Gebäudes angegriffen wurde. Am 12. Juli 1944 traf ein amerikanischer Angriff das Museum so schwer, dass der Betrieb eingestellt werden musste. Weitere Treffer folgten bei Luftangriffen am 16. Juli und am 21. Juli, wobei letzterer mit zehn Volltreffern quantitativ der schwerste Angriff war. Die größten Zerstörungen richteten jedoch vier Treffer eines britischen Nachtangriffs am 17./18. Dezember 1944 an. Die letzten Bomben trafen die Isarinsel in der Nacht vom 7. zum 8. Januar 1945. Gegen Kriegsende waren 80 Prozent der Bausubstanz zerstört, auch der Exponat-Bestand war beträchtlich in Mitleidenschaft gezogen worden. Obwohl besonders wertvolle (und transportierbare) Schätze in Luftschutzkeller oder außerhalb Münchens (Kloster Benediktbeuern) ausgelagert waren, gingen einige (besonders große und immobile) Werke verloren. Darunter war beispielsweise der Dornier Wal, mit dem Roald Amundsen sich dem Nordpol bis auf 250 Kilometer genähert hatte, ein Junkers-Ganzmetallflugzeug und einige Lokomotiven.

### 1945 bis 1970: Wiederaufbau
Der Wiederaufbau hatte noch während der nationalsozialistischen Herrschaft im Februar 1945 begonnen. Von August 1945 bis Mitte 1947 waren die Räumlichkeiten des Deutschen Museums von UNRRA als Quartier für sogenannte „Displaced Persons“ (D. P.) genutzt worden. Von Februar 1946 bis Mai 1947 wurde hier eine Internationale Universität mit bis zu 2000 Studierenden betrieben. Die Menschen, die hier eine Unterkunft gefunden hatten, gaben eine eigene Wochenzeitung heraus, den D.P. Express. Nach der starken Zerstörung im Krieg wurde unter der Leitung seines seit 1933 amtierenden Verwaltungsdirektors Karl Bäßler am 25. Oktober 1947 die Ausstellung 50 Jahre Dieselmotor gezeigt und das Deutsche Museum am 7. Mai 1948 offiziell wiedereröffnet. 1953 wurde Jonathan Zenneck von Otto Meyer (1882–1969) als Vorsitzender des Vorstandes abgelöst. 1963 erfolgte die Gründung des dem Deutschen Museum angegliederten Forschungsinstituts des Deutschen Museums für die Geschichte der Naturwissenschaften und der Technik (Conrad-Matschoß-Institut) unter der kommissarischen Leitung des Technikhistorikers Friedrich Klemm. Im selben Jahr wurde Otto Meyer als Vorsitzender des Vorstandes von Siegfried Balke abgelöst. Im Jahr 1963 war auch der Wiederaufbau des Deutschen Museums weitgehend abgeschlossen. Die Gebäude wurden in ihrer ursprünglichen Form wiederaufgebaut, während die Präsentation der Sammlungen neu gestaltet wurde. Die begrenzte Ausstellungsfläche auf der Münchner Museumsinsel wurde ab den 1960er Jahren zunehmend als Problem für die Weiterentwicklung des Deutschen Museums gesehen. Planungen, die zwei Innenhöfe des Bibliotheksbaus für eine bauliche Erweiterung zu nutzen, zerschlugen sich jedoch.

### Ab 1970: Professionalisierung der Museumsstruktur, Erweiterungen und Generalsanierung
Mit der Berufung des Pädagogen und Architekten Theo Stillger zum ersten hauptamtlichen Generaldirektor im Jahre 1970 anstelle der bislang ehrenamtlich als Museumsleitung agierenden Vorsitzenden des Vorstandes (zuletzt Siegfried Balke) wurde die Museumsverwaltung professionalisiert. Der Gründungsdirektor des Berliner Museums für Verkehr und Technik (heute Deutsches Technikmuseum Berlin), Günther Gottmann, war von 1972 bis 1980 Stellvertreter des Generaldirektors. In diese Zeit fällt die Gründung des Kerschensteiner-Kollegs 1976 sowie das Erscheinen der ersten Ausgabe der Museumszeitschrift Kultur & Technik im Jahr 1977. Nach dem plötzlichen Tod Theo Stillgers wurde 1983 der Technikhistoriker Otto Mayr Generaldirektor. Ab 1993 hatte diese Position der Chemiker Wolf Peter Fehlhammer inne, ab 2004 der Physiker Wolfgang Heckl und ab 2025 Michael Decker, ebenfalls Physiker. 2020 wurde mit Henrik Häcker erstmals ein kaufmännischer Direktor in die Museumsleitung berufen.
1984 erfolgte zunächst die Erweiterung des Sammlungsbaus auf der Museumsinsel durch die neue Luft- und Raumfahrthalle. In der Folgezeit wuchs das Deutsche Museum erstmals seit Eröffnung des Sammlungsbaus durch die Einrichtung von Zweigmuseen außerhalb der Münchner Museumsinsel. Die erste Außenstelle wurde 1992 mit der Flugwerft Schleißheim auf dem Gelände des alten Schleißheimer Flughafens eröffnet. Als Zweigmuseum zur Darstellung der Entwicklung der Wissenschaft und Technik in Deutschland nach 1945 wurde 1995 das Deutsche Museum Bonn eingerichtet. 2003 und 2006 wurde in zwei Schritten das Verkehrszentrum des Deutschen Museums auf der Theresienhöhe (dem ehemaligen Messegelände) in München eröffnet. Am 17. September 2021 erfolgte die Eröffnung des Deutschen Museums Nürnberg im Gebäudekomplex Augustinerhof, der von der Alpha-Gruppe des Nürnberger Unternehmers Gerd Schmelzer errichtet worden war. Die Beteiligung des Freistaates Bayern an den Baukosten sowie die Ausgestaltung des Mietvertrages mit dem Deutschen Museum waren Gegenstand kontroverser politischer Diskussionen und führten zu Kritik von Seiten der Opposition im Bayerischen Landtag sowie von Seiten des Bayerischen Obersten Rechnungshofes.
Ende der Nullerjahre wurde massive Kritik am baulichen und kuratorischen Zustand des Deutschen Museums und insbesondere des Sammlungsbaus geübt. Am 20. November 2009 wurde als Maßnahme zur inhaltlichen Modernisierung des Deutschen Museums in der vormaligen Eisenbahnhalle auf der Museumsinsel ein Zentrum Neue Technologien mit Exponaten aus in den Nullerjahren aktuellen Wissenschaftsbereichen, wie der Bio- und Nanotechnologie, eröffnet. Im Rahmen der sogenannten Zukunftsinitiative werden seit 2015 der Sammlungsbau des Deutschen Museums auf der Museumsinsel umfassend saniert und die dort befindlichen Ausstellungen grundlegend modernisiert. Hierfür war ursprünglich eine Summe von 445 Millionen Euro vorgesehen. Am 17. Oktober 2015 startete der etwa den halben Sammlungsbau umfassende erste Bauabschnitt. Im November 2019 wurde bekannt, dass die Zuwendungsgeber Bund und Freistaat Bayern weitere 300 Millionen Euro für die Generalsanierung des Sammlungsbaus bereitstellen. Am 8. Juli 2022 erfolgte die Eröffnung der neu konzipierten Ausstellungen im fertiggestellten ersten Bauabschnitt, während die bis dahin zugänglichen Ausstellungen im Zuge des zweiten Bauabschnitts geschlossen wurden. Weiterhin wurde der Museumseingang in einen von der Corneliusbrücke aus zugänglichen Interimsbau verlegt. Schätzungen zufolge wird die Sanierung bis zu ihrem Abschluss rund 750 Millionen Euro kosten.

### Brände und Bombenfund
Mehrmals wurden Exponate des Deutschen Museums bei Bränden zerstört oder beschädigt. Am 10. Dezember 1953 wurden durch fahrlässige Brandstiftung Teile der Bergbauabteilung zerstört. Am 21. März 1983 zerstörte ein durch Fremdeinwirkung ausgelöstes Feuer große Teile der Abteilungen Schifffahrt und Kraftmaschinen. Einige wertvolle Exponate gingen dabei verloren. Das Feuer war von einem Passanten bemerkt worden, Rauchmelder oder gar Sprinkler gab es in diesen Abteilungen damals nicht. Am 6. Oktober 2015 wurde das Deutsche Museum nach dem Fund einer 250-kg-Fliegerbombe aus dem Zweiten Weltkrieg beim Haupteingang evakuiert. Im Oktober 2018 wurden beim Brand einer als Depot genutzten Lagerhalle in Ingolstadt 8000 Exponate beschädigt. Im November 2022 führte ein Kurzschluss zu einem Stromausfall und Rauchentwicklung im Gebäudekomplex auf der Museumsinsel. Das Museum wurde daraufhin für mehrere Tage geschlossen.

### Trivia

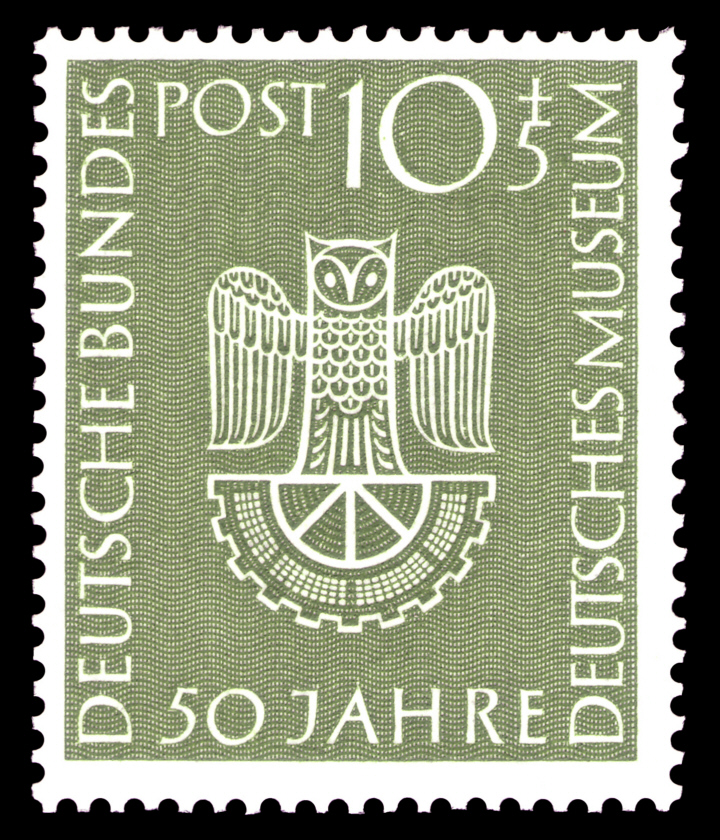
Briefmarke (1953) zum 50-jährigen Bestehen

Anlässlich des 50-jährigen Bestehens des Deutschen Museums 1953, des 75-jährigen Bestehens des Deutschen Museums 1978 und des 100-jährigen Bestehens des Deutschen Museums 2003 gaben die Deutsche Bundespost beziehungsweise die Deutsche Post jeweils Sondermarken heraus.

### Zeittafel zur Geschichte
- 1903 Gründung „Deutsches Museum von Meisterwerken der Naturwissenschaft und Technik“[77]
- 1906 Eröffnung der vorläufigen Sammlungen in den Räumen des ehemaligen Nationalmuseums an der Maximilianstraße
- 1909 Eröffnung weiterer Sammlungen in der alten Isarkaserne an der Ehrhardtstraße
- 1911 Richtfest des Sammlungshauses
- 1925 Eröffnung des Neubaus auf der Museumsinsel
- 1928 Grundsteinlegung zum Bibliotheks- und Saalbau
- 1930 Richtfest zum Bibliotheks- und Saalbau
- 1932 Eröffnung der Bibliothek
- 1935 Eröffnung des Kongresssaales
- 1944 Zerstörung von rund 80 Prozent der Gebäude
- 1948 Wiedereröffnung nach der Zerstörung
- 1983 Zerstörung der Abteilungen Schifffahrt und Kraftmaschinen durch ein Großfeuer
- 1984 Eröffnung der neuen Halle für Luft- und Raumfahrt; vorübergehende Schließung einiger Abteilungen nach Hagel- und Wasserschaden. (→ Hagelsturm von München)
- 1992 Eröffnung der Flugwerft Schleißheim am Sonderlandeplatz Oberschleißheim
- 1995 Eröffnung des Deutschen Museums Bonn als Zweigmuseum
- 2003 Eröffnung des Verkehrszentrums auf der Theresienhöhe in München
- 2006 Eröffnung der Hallen I und II des Verkehrszentrums
- 2015 Beginn der Generalsanierung des Sammlungsbaus
- 2021 Eröffnung des Deutschen Museums Nürnberg als Zweigmuseum
- 2022 Eröffnung der Ausstellungen im fertiggestellten ersten Bauabschnitt der Generalsanierung des Sammlungsbaus auf der Museumsinsel.[71][72]

## Ausstellungen und Sammlungen

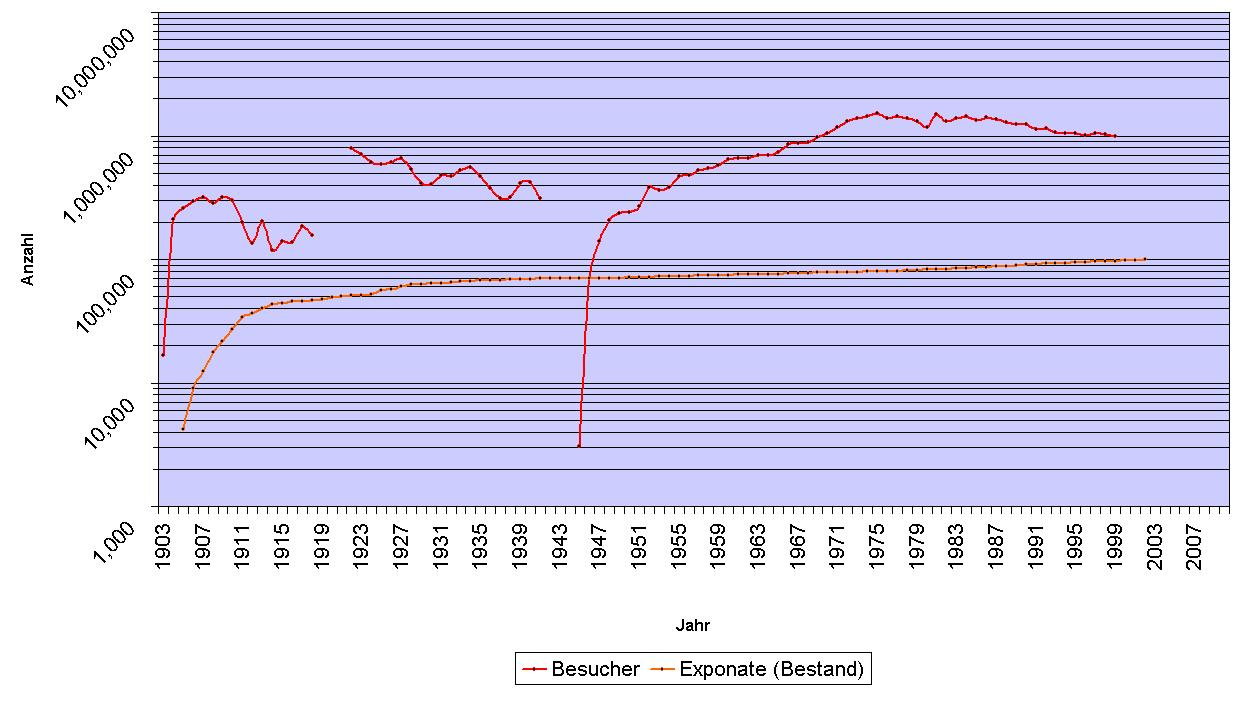
Besucher- und Exponatstatistik 1905–2002 (Lücken=keine Daten vorhanden)

### Gründungs- und Aufbauphase
Das Deutsche Museum sammelte in seiner Gründungs- und Aufbauphase Exponate aus allen Bereichen der Technik sowie der Naturwissenschaften, soweit letztere sich nicht primär mit Lebewesen beschäftigten. Die Sammlungsgebiete wurden mittels einer strikten Systematik in Abteilungen und diese wiederum in Gruppen unterteilt. Bei Eröffnung des Sammlungsbaus auf der Münchner Museumsinsel 1925 wurden die Besucher entlang von Führungslinien durch die wie folgt in Abteilungen gegliederte Ausstellung geleitet:
- Teil A: 1 Geologie – 2 Bergwesen – 3 Hüttenwesen – 4 Metallbearbeitung
- Teil B: 5 Kraftmaschinen – 6 Landtransportmittel – 7 Straßentransportmittel – 8 Wasserbau, Wasserstraßen und Hafenbau – 9 Schiffbau
- Teil C: 10 Luftschifffahrt – Ehrensaal und Bildersaal (mit Büsten und Porträts von Wissenschaftlern und Erfindern) – 11 Mathematik und Physik – 12 Musikinstrumente – 13 Chemie
- Teil D: (1925 noch nicht fertiggestellt) 14 Baumaterialien, Wohnungs- und Städtebau – 15 Wasserversorgung und Abwasserreinigung – 16 Heizung und Lüftung – 17 Beleuchtungswesen – 18 Glastechnik – 19 Elektrotechnik – 20 (bereits geöffnet) Lesesaal und Bücherverkauf
- Teil E: 21 Astronomie – 22 Geodäsie – 23 Textilindustrie – 24 Papierfabrikation – 25 Schreib- und Vervielfältigungstechnik, Reproduktion – 26 Landwirtschaft, Müllerei- und Molkereiwesen – 27 Brauerei und Brennerei – 28 Turm Meteorologie

### Weitere Entwicklung
Die Sammlungsgebiete und Ausstellungen wurden im weiteren Verlauf kontinuierlich aktualisiert und an neue Entwicklungen angepasst, soweit dies mit den zur Verfügung stehenden Mitteln möglich war. Im Zuge der sogenannten Zukunftsinitiative wurden die abzudeckenden Themengebiete in Form der übergeordneten Themencluster „Kommunikation, Information, Medien“, „Mensch und Umwelt“, „Naturwissenschaften“, „Verkehr, Mobilität, Transport“ sowie „Werkstoffe, Energie, Produktion“ strukturiert.

### Kommunikation, Information, Medien
Der Themencluster „Kommunikation, Information, Medien“ umfasst die Bereiche Drucktechnik, Elektronik, Foto- und Filmtechnik, Informations- und Kommunikationstechnik sowie Mathematik. Seit dem 8. Juli 2022 sind im fertiggestellten ersten Sanierungsabschnitt des Sammlungsbaus die weitgehend neu konzipierten Ausstellungen Bild Schrift Codes, Elektronik (inklusive Amateurfunk), Foto und Film sowie Mathematik zu besichtigen.

#### Bild Schrift Codes

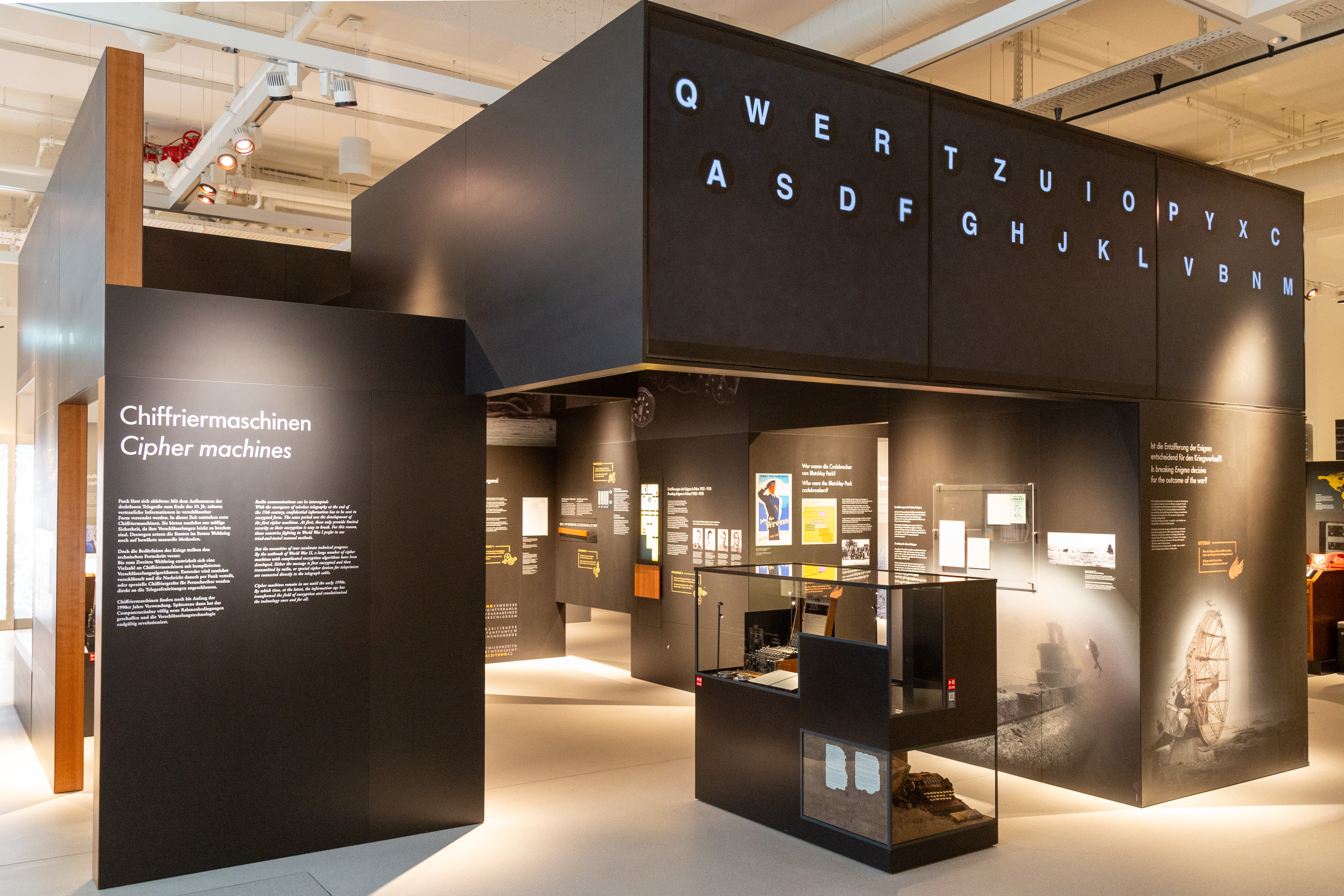
Themenbereich Chiffriermaschinen in der Ausstellung Bild Schrift Codes

Die Ausstellung befasst sich mit den Themen Bild, Druck, Schrift und Kryptologie. Bilder dienen der Kommunikation, zum Beispiel in Zeitschriften, als Plakat oder Piktogramm. Wie Bilder durch Vervielfältigung verbreitet werden, zeigt eine Reihe von Reproduktionen von Vincent van Goghs Sonnenblumen. Die Ausstellung gibt einen Überblick über grafische Druckverfahren vom Holzschnitt über Kupferstich, Radierung, Holzstich und Lithografie bis zum farbigen Offsetdruck und Digitaldruck. Eine Themeninsel erläutert Johannes Gutenbergs Beiträge zur Verbreitung des Buchdrucks. Eine Linotype Setz- und Gießmaschine und mehrere Druckmaschinen, darunter eine VOMAG Hochdruck-Rotationsdruckmaschine, zeigen die weitere Entwicklung der Drucktechnik. Zu Beginn des 19. Jahrhunderts gelang es mit Hilfe des Rosetta-Steins die ägyptische Hieroglyphenschrift zu entziffern. Eine Nachbildung des 1799 entdeckten Steins ist ebenso zu sehen wie eine Rosetta Disk als Langzeitarchiv unserer Schriftsprachen. Im Ausstellungsbereich Kryptologie werden Geheimschriften, Codes und Verschlüsselungsverfahren erklärt. Einige davon, wie Skytale, Porta-Scheibe und Chiffrierzylinder, können an Modellen selbst erprobt werden. Die Enigma war die am häufigsten benutzte elektromechanische Schlüsselmaschine der deutschen Wehrmacht. Anhand eines Funktionsmodells wird das Prinzip der Rotor-Chiffriermaschine erklärt. Kurz nach Beginn des Krieges gelang es Kryptoanalytikern im britischen Bletchley Park die Verschlüsselung zu brechen. Schautafeln zeigen, welche Schwachstellen dabei genutzt und welcher Aufwand dazu nötig war. Im Informationszeitalter werden Computer zur Ver- und Entschlüsselung benutzt; gleichzeitig machen zunehmende Digitalisierung und Vernetzung die Kryptologie im Alltag unverzichtbar. An einem Bankautomat lässt sich erkunden, welche Verschlüsselungsprozesse von der PIN-Eingabe bis zur Geldausgabe ablaufen. In der Ausstellung werden Steganografie, Hashfunktion, Blockchiffren, symmetrische und asymmetrische Schlüssel und der sichere Quantenschlüsselaustausch erklärt.

#### Elektronik

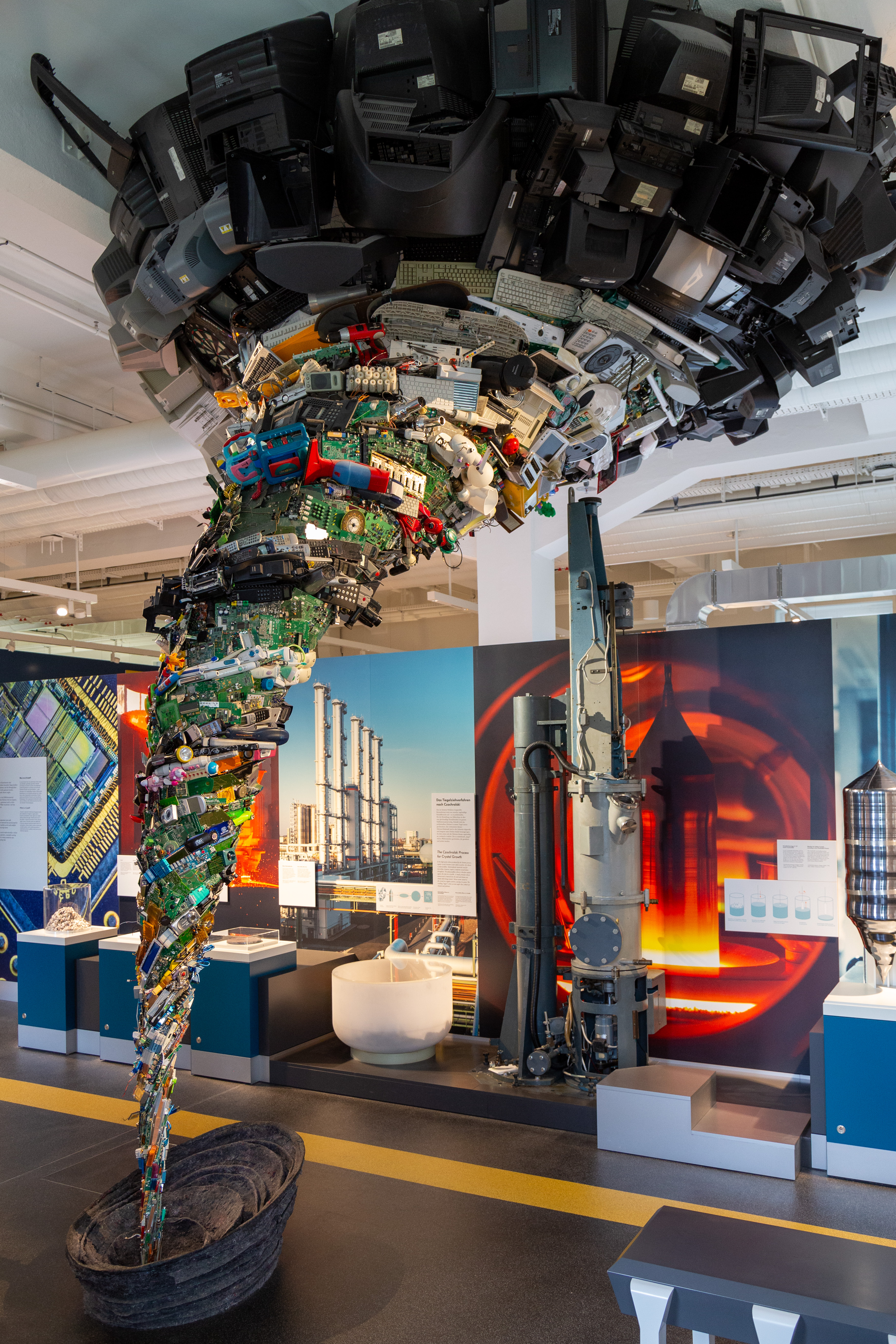
„Schrotttornado“ in der Elektronik-Ausstellung

Die Grundlagen der Elektronik werden anhand elektronischer Bauelemente erklärt, von denen eine Vielzahl in der Ausstellung zu sehen ist. Das Ikonenfeld zeigt Meilensteine der Elektronikgeschichte, darunter die Elektronenröhre, die ersten Transistoren und der Sycamore-Quantenprozessor. Wie aus Bauelementen funktionierende Schaltungen werden, lässt sich auf einem interaktiven Schaltungstisch ausprobieren. Der Versuchsaufbau eines „aufrechten Pendels“ demonstriert die Signalverarbeitung in der Regelungstechnik. Integrierte Schaltungen ermöglichen die Miniaturisierung elektronischer Geräte, wie das Beispiel Taschenrechner zeigt. Solche Mikrochips vereinen eine Vielzahl winziger Bauelemente auf einem Halbleitermaterial, dessen Herstellung vom Rohstoff über Einkristalle zu Wafern erläutert wird. Im einen Reinraum darstellenden Ausstellungsteil veranschaulichen Produktionsanlagen und Zwischenprodukte die weiteren Verarbeitungsschritte. Bei Vorführungen zeigt ein Bestückungsautomat, wie Bauteile auf einer Leiterplatte platziert werden. Wie Elektronik unseren Alltag verändert hat, zeigt eine zeitlich geordnete Reihe von Exponaten vom Fernsprechapparat und Fernsehgerät über den ersten Apple Computer bis zum Mobiltelefon und Smart Home. Themeninseln befassen sich mit Chancen und Risiken, beispielsweise in der Medizintechnik und der Telekommunikation. Im Ausstellungsbereich Amateurfunk wird der technisch-experimentelle Funkdienst vorgestellt und an der museumseigenen Station DLØDM vorgeführt. Eine Zeittafel informiert über die Geschichte der Elektronik, bedeutende Personen und Innovationen und die Entwicklung der Elektronikindustrie. Die aus Elektroschrott bestehende Kunstinstallation „Schrotttornado“ will auf Rohstoffverbrauch und Umweltgefahren aufmerksam machen.

#### Foto und Film

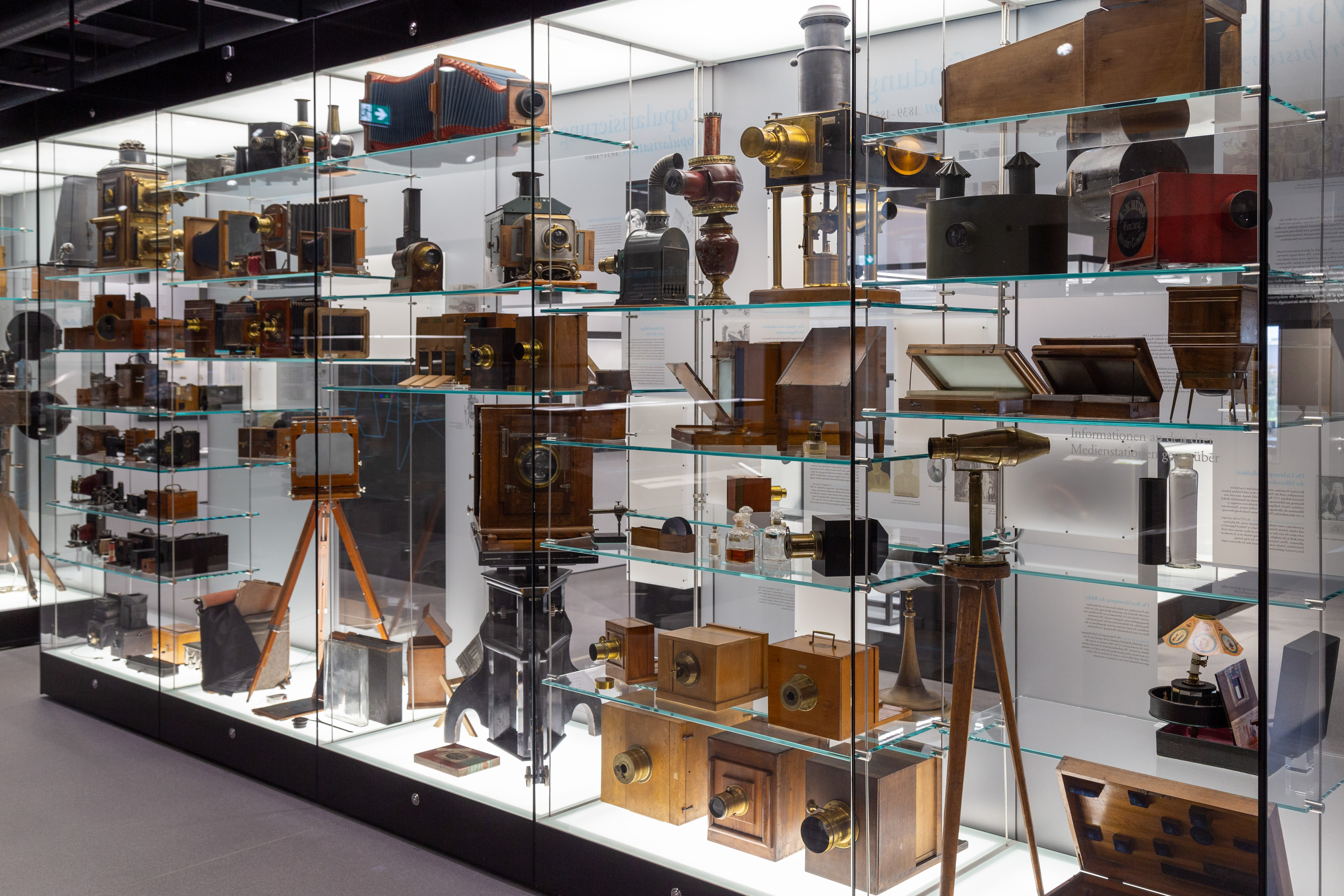
Historische Kameras und Projektoren in der Ausstellung Foto und Film

Im Zentrum der Ausstellung steht eine Großvitrine, in der mehr als 300 Geräte die Entwicklung der Foto- und Filmtechnik von den Anfängen bis zum Beginn des 21. Jahrhunderts repräsentieren. Das Prinzip der Camera obscura war schon in der Antike bekannt. Um die Bilder festzuhalten, experimentierte Franz von Kobell mit Salzpapier-Negativen. Seine 1837 in München angefertigten Aufnahmen, die als älteste erhaltene Fotografien Deutschlands gelten, sind in Kopie zu sehen. 1839 veröffentlichte Louis Daguerre sein Daguerreotypie genanntes Verfahren, das versilberte und mit Jod bedampfte Kupferplatten verwendet. Zu den ältesten ausgestellten Kameras zählen die von Alphonse Giroux gebaute hölzerne Schiebekastenkamera Le Daguerreotype und eine Voigtländer Ganzmetallkamera mit Petzval-Objektiv. Die Weiterentwicklung der Fotoplatte und die Einführung des Rollfilms machten die Fotografie alltagstauglich. Die Ausstellung zeigt eine Reihe von Atelier- und Reisekameras. Ab 1889 gelang es, bewegte Bilder im Film festzuhalten. Die ausgestellten Filmkameras und -projektoren zeigen die Entwicklung der Normalfilm- und Schmalfilmtechnik. Mit dem Kleinbildformat wurde der 35-mm-Film auch in Fotokameras benutzt. Die 1925 vorgestellte Leica wurde ein großer Erfolg; verschiedene Modelle sind in der Ausstellung zu sehen. 1975 entstand der Prototyp einer tragbaren Digitalkamera. Mehrere Exponate zeigen die Entwicklung der Digitalfotografie, die ab den 1990er Jahren Verbreitung fand. Professionelle Kameras für die Film- und Fernsehproduktion ergänzen die Ausstellung. In Themeninseln werden die Chronofotografie zur Aufzeichnung von Bewegungsabläufen, die Stereo- und Panoramafotografie, die Farbfotografie und die Lichtfeldfotografie veranschaulicht sowie Sofortbild-, Miniatur- und Geheimkameras gezeigt. Anhand von Exponaten, Modellen und Beispielaufnahmen werden Bauelemente und Funktionen der Bildtechnik erklärt. Eine Bildergalerie zeigt Projektionsbilder der Laterna magica und im Autochromverfahren erstellte Farbfotografien.

#### Mathematik
Medien- und Mitmachstationen sollen Mathematik spielerisch begreifbar und verständlich machen. Zudem ist eine Auswahl historischer mathematischer Instrumente und Modelle zu sehen. Die Methoden der Mathematik werden an den Beispielen Abstraktion, Beweis und dem Begriff der Unendlichkeit erklärt. Ein Zeitstrahl zeigt Meilensteine aus 5000 Jahren Geometrie, die als Themenschwerpunkt gewählt wurde. Der Bereich Dimension befasst sich mit Kurven, Flächen und Körpern. Ein in der Museumswerkstatt konstruierter Harmonograf zeichnet Lissajous-Figuren auf Papier. In einem Kreiskegel lassen sich Kegelschnittkurven entdecken. Eine Seifenhaut auf einem Drahtmodell bildet eine Minimalfläche, wie sie in der Architektur für Dachkonstruktionen genutzt wird. Die Ausstellung zeigt Beispiele für platonische und archimedische Körper und lädt zum Puzzeln ein. Mittels Perspektive können räumliche Objekte in einer Bildebene anschaulich abgebildet werden. Welche Rolle der Blickwinkel dabei spielt zeigen die Illusion eines „unwirklichen Dreiecks“, Anamorphosen und Modelle zur Reliefperspektive nach Ludwig Burmester. Reliefperspektivische Darstellungen sind auch in den Dioramen in anderen Bereichen des Museums zu sehen. Symmetrie lässt sich in der Natur, Architektur und Kunst finden. Viele Pflanzenteile, die meisten Tiere und Menschen sind äußerlich betrachtet annähernd spiegelsymmetrisch. Weitere Beispiele sind Kristalle, Wendeltreppen und Fliesenmuster. Die Ausstellung zeigt und erklärt Parkettierungen und deren Eigenschaften. An der Wand ist eine Penrose-Parkettierung zu sehen, die ein quasi-periodisches Muster bildet.

### Mensch und Umwelt
Der Themencluster „Mensch und Umwelt“ umfasst die Bereiche Gesundheit, Landwirtschaft und Ernährung, Pharmazie, Technisches Spielzeug und Umwelt. Die neu konzipierten Ausstellungen Gesundheit sowie Landwirtschaft und Ernährung im fertiggestellten ersten Sanierungsabschnitt des Sammlungsbaus wurden am 8. Juli 2022 eröffnet.

#### Gesundheit

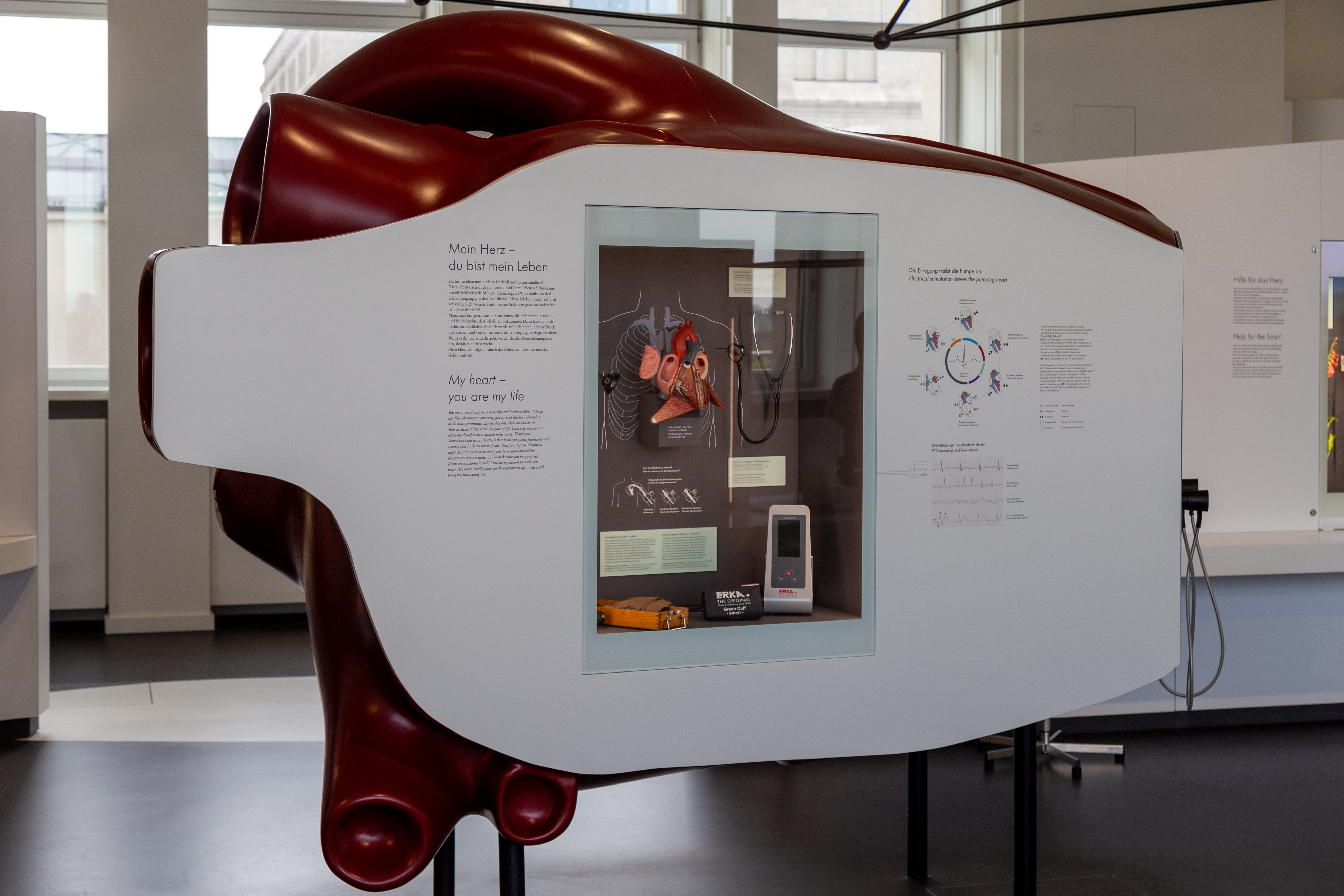
Das Herz in der Ausstellung Gesundheit

Die Ausstellung zum Thema Gesundheit ist entlang eines überdimensionalen menschlichen Körpers mit begehbarem Kopf, einem an der Decke hängenden Brustkorbgerüst, Arm- und Beinsilhouetten und modelliertem Fuß gegliedert. Es werden Informationen über Körperteile und Organe, deren Funktion und Krankheiten, sowie historische und aktuelle Diagnose- und Behandlungsmöglichkeiten gezeigt. An interaktiven Stationen können Pupillenreflex, Seh- und Hörvermögen getestet, Venen sichtbar gemacht und die Haut untersucht werden. Neben dem Aufbau von Gelenken wird die Entwicklung von Endoprothesen, beispielsweise dem künstlichen Hüftgelenk, sowie Arm- und Beinprothesen erläutert. Ein Demonstrationsobjekt zeigt die Steuerung einer Handprothese durch Muskelsignale. Als bildgebende Verfahren werden Röntgenstrahlen, Magnetresonanztomografie (MRT), Sonografie (Ultraschall) und Endoskopie erklärt und deren Anwendung an einem digitalen Untersuchungstisch demonstriert. Ein Diorama erinnert an die 1846 im Äther-Dom (englisch ether dome) in Boston erstmals vor Fachpublikum durchgeführte Narkose. Daneben sind chirurgische Instrumente und moderne Operationstechnik mit OP-Tisch, C-Bogen und Roboterunterstützung zu sehen. Robert Koch benutzte den ausgestellten, 1881 gebauten Brutschrank zur Züchtung von Bakterienkulturen in kontrollierter Umgebung, mit denen der Nachweis des Tuberkulose-Erregers gelang. Exponate und Medienstationen veranschaulichen die Entdeckung, Herstellung und Wirkung von Impfstoffen und Antibiotika. Im Ausstellungsbereich Pharmazie werden Pharmaforschung und Medikamentenentwicklung erläutert und die Rekonstruktion einer historischen Apotheke gezeigt, die bereits seit 1925 im Deutschen Museum zu sehen ist.

#### Landwirtschaft und Ernährung

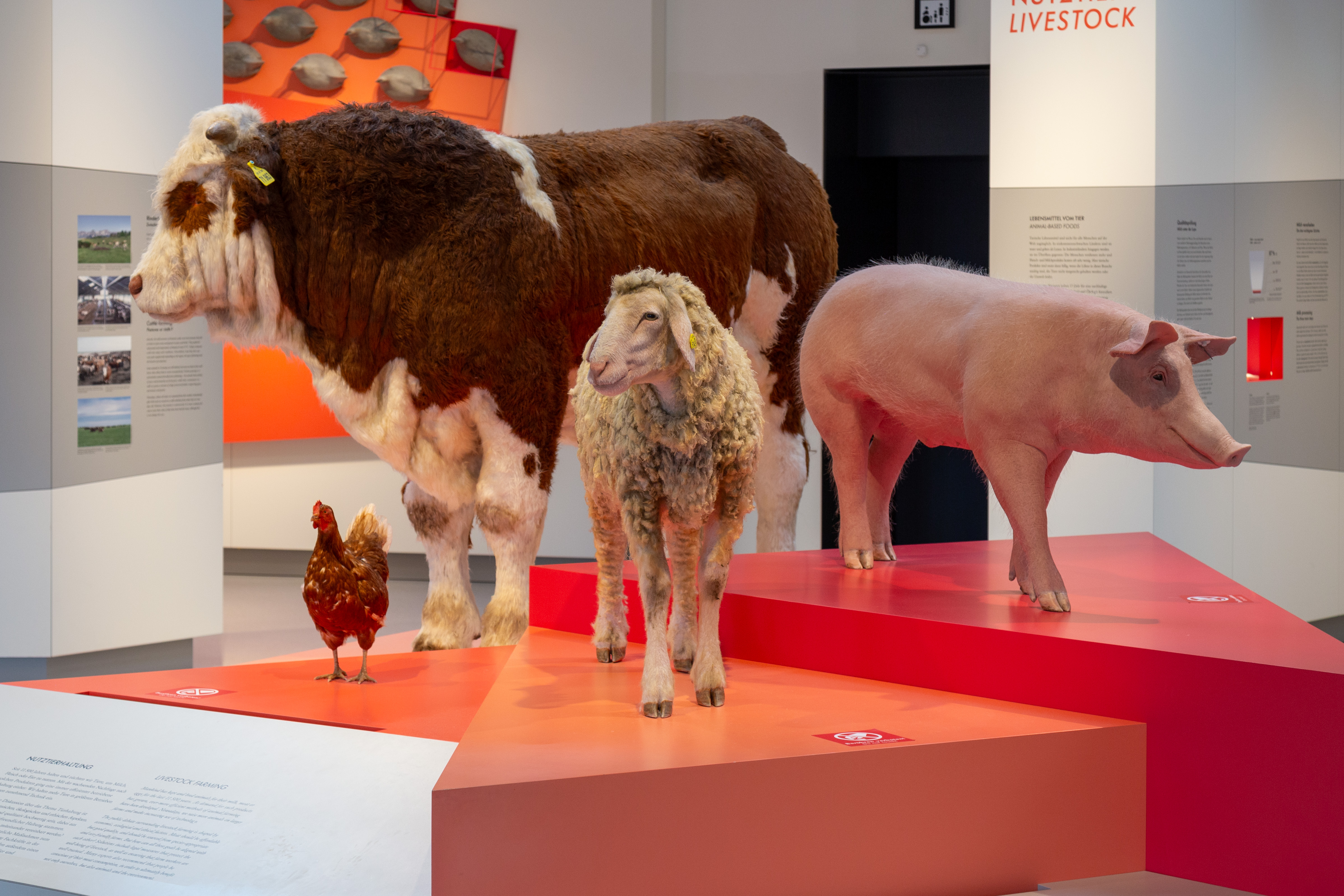
Nutztiere in der Ausstellung Landwirtschaft und Ernährung

Zwischen idyllischer Almhütte und industrieller Landtechnik zeigen Schautafeln und Diagramme die Entwicklung der Landwirtschaft seit den 1960er Jahren. Rund um das Tierrondell mit den wichtigsten Nutztieren werden Tierzucht und Tierhaltung, Eier- und Milchproduktion sowie Schlachtung und Fleischverarbeitung thematisiert. Hier sind ein Melkroboter und das Modell einer Emmentaler-Käserei als Beispiel zur Herstellung von Milchprodukten zu sehen. Eine Reihe von Exponaten veranschaulicht die Mechanisierung der Landwirtschaft. Neben Sense und Dreschflegel sind Getreidemäher, Stiftendreschmaschine, ein Lanz HL12 Bulldog und der Selbstfahr-Mähdrescher Claas Columbus ausgestellt. Zu den modernen Landmaschinen zählen ein Fendt Kompakttraktor, Anbaupflug und Säkombination sowie der Feldroboter BoniRob. Im Bereich Pflanzenbau werden der Einfluss von Klima, Wetter, Bodentyp und Bewässerung erläutert und die bedeutendsten Nutzpflanzen mit ihrer Verbreitung und Verwendung vorgestellt. Weitere Themen sind der Wandel von Monokulturen über optimierte Fruchtfolgen zu Gewächshauskulturen, Agroforstsystemen und ökologischer Landwirtschaft sowie Pflanzenzüchtung, Düngung und Pflanzenschutz. Im Zentrum steht die Großprojektion des Jahresablaufs auf einem Weizenfeld. Auf einer interaktiven Weltkarte lassen sich Ursprung und Anbau unserer Kulturpflanzen, Methoden der Landwirtschaft und Veränderungen durch den Klimawandel erkunden. Mahlstein, Walzenstuhl und Dampfbackofen sowie Zwei-Gefäß-Sudwerk und ein großes Brauereimodell veranschaulichen die Verarbeitung von Getreide zu Brot und Bier. Das Lebensmittelregal zeigt anhand von 45 Exponaten die Vielfalt unserer Ernährung. Die Ausstellung will auch auf die ökologischen, sozialen und wirtschaftlichen Aspekte der Nahrungsmittelproduktion und Ernährungssicherheit für eine wachsende Weltbevölkerung aufmerksam machen.

### Naturwissenschaften
Der Themencluster „Naturwissenschaften“ umfasst die Bereiche Akademiesammlung, Astronomie mit Planetarium, Atomphysik, Chemie, Geodäsie, Geophysik, Life Sciences, Maß und Gewicht, Musikinstrumente, Optik, Physik und Zeitmessung. Die Ausstellungen Atomphysik, Chemie, Klassische Optik und Musikinstrumente wurden am 8. Juli 2022 in neu konzipierter Form im fertiggestellten ersten Sanierungsabschnitt des Sammlungsbaus eröffnet. Auch das Foucault’sche Pendel im Museumsturm ist seit diesem Datum wieder zugänglich. Der für den zweiten Modernisierungabschnitt geplante Ausstellungsteil Licht und Materie ist vom 19. Juni 2024 bis Ende 2025 als Sonderausstellung zu sehen.

#### Atomphysik
Die Atomphysik-Ausstellung befasst sich mit verschiedenen Arten von Strahlung, dem Aufbau von Atomen und Atomkernen sowie Radioaktivität und deren Wirkung. Historische Apparate veranschaulichen ab Mitte des 19. Jahrhunderts durchgeführte Versuche zur Erforschung von Strahlung, darunter eine Kathodenstrahlröhre, mit der J. J. Thomson 1897 der Nachweis des Elektrons gelang, und die Laue-Apparatur von 1912 zur Untersuchung von Kristallstrukturen mittels Röntgenbeugung. Beginnend mit den Vorstellungen griechischer Philosophen ist eine Reihe von Atommodellen zu sehen, mit denen Physiker wie Thomson 1903 und Bohr 1913 den Aufbau der Atome zu erklären versuchten, was erst 1927 mit dem quantenmechanischen Orbitalmodell gelang. An Experimentierstationen lassen sich Brownsche Bewegung, der Rutherfordsche Streuversuch und der Franck-Hertz-Versuch nachvollziehen und Linienspektren beobachten. Im Bereich Quantenphysik werden mit photoelektrischem Effekt und Elektronenbeugung die Teilchen- und Welleneigenschaften von Licht und Elektronen erklärt. Hier ist auch eine Inszenierung des Gedankenexperiments „Schrödingers Katze“ zu sehen. Henri Becquerel beobachtete 1896 eine bis dahin unbekannte Strahlung von Uransalzen. Marie und Pierre Curie untersuchten mit der ausgestellten Messapparatur diese von ihnen „Radioaktivität“ genannte Eigenschaft und entdeckten weitere radioaktive Elemente. Eine Nebelkammer macht Spuren von Teilchen aus kosmischer Strahlung und radioaktivem Zerfall sichtbar. Im Experimentierbereich können natürliche Strahlungsquellen gemessen und die Abschirmung durch verschiedene Materialien getestet werden. An einer Medienstation lässt sich die Wirkung von Kernstrahlung auf den menschlichen Körper erkunden. Erinnerungen an die Atombombenabwürfe im Zweiten Weltkrieg zeigen deren zerstörerische Kraft. In den 1950er Jahren sollte in den USA unter anderem ein Experimentierkasten für Kinder für die friedliche Nutzung der Kernenergie werben. Im Bereich Hochenergiephysik erläutert eine Medienstation anhand der Nuklidkarte Kernzerfall und Kernreaktionen. Teilchenbeschleuniger werden eingesetzt, um Elementarteilchen und ihre Wechselwirkungen zu erforschen. Ausgestellt sind die Beschleunigungskammer des ersten deutschen Zyklotrons von 1944, das supraleitende Zyklotron TRITRON und der Querschnitt eines Dipolmagneten des Large Hadron Collider an der Europäischen Organisation für Kernforschung CERN. Zudem wird die Forschungs-Neutronenquelle FRM II in Garching vorgestellt.

#### Chemie

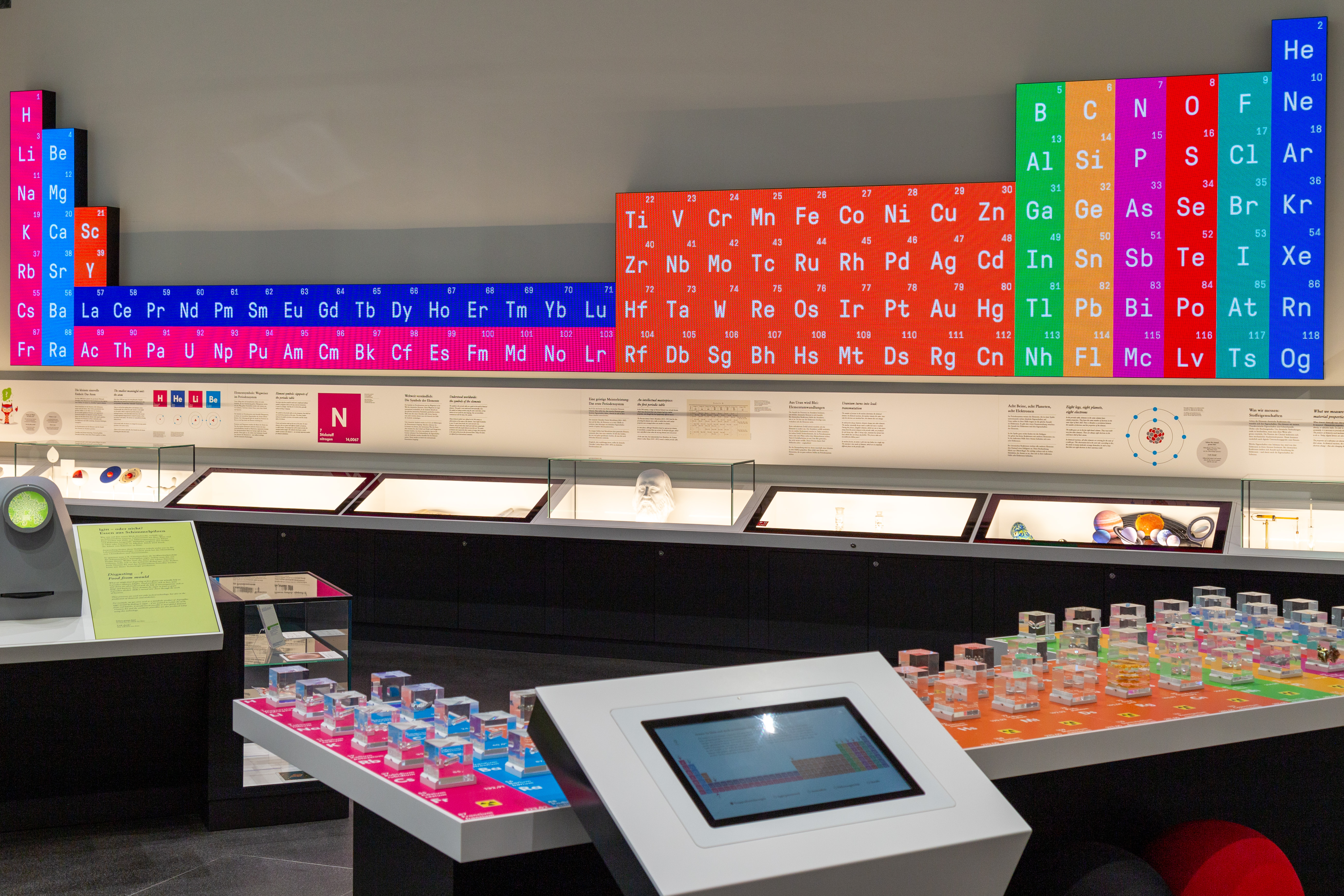
Periodensystem der Elemente in der Chemie-Ausstellung

Im Periodensystem der Elemente sind viele chemische Elemente in Reinform zu sehen. Mittels Medienstation und LED-Wand lässt sich das Ordnungsprinzip erkunden. Mit chemischer Bindung, Struktur und Reaktion werden weitere Grundlagen erklärt. Themeninseln veranschaulichen beispielhaft die Rolle der Chemie in unterschiedlichen Lebensbereichen. In unserem Körper bewirken chemische Reaktionen das Sehen mit Sehzellen im Auge, die Reizleitung im Nervensystem und den Sauerstofftransport im Blut. Im Haushalt sorgen Seife und Tenside in Wasch- und Reinigungsmitteln für Sauberkeit. Schautafeln und eine Medienstation erläutern die Rolle der Chemie in Lebensmitteln und deren Zubereitung. In der Landwirtschaft steigern Düngemittel und Pestizide die Erträge und verändern unser Ökosystem. Ein historischer Versuchsaufbau veranschaulicht das Haber-Bosch-Verfahren, mit dem seit Anfang des 20. Jahrhunderts Ammoniak als Grundstoff für Stickstoffdünger hergestellt wird. Kartoffelkäfer und Blattläuse weisen auf das Thema Pflanzenschutz hin. Am Beispiel Sportausrüstung werden Aufbau und Eigenschaften von Kunststoffen und Chemiefasern erklärt und den früher verwendeten Naturmaterialien gegenübergestellt. In Dioramen dargestellte Szenarien zeigen, wie Methoden der chemischen Analyse, beispielsweise Chemolumineszenz, Röntgenfluoreszenz und verschiedene Spektroskopieverfahren, bei der Klärung von Kriminalfällen helfen können. Auf dem Hahn-Meitner-Straßmann-Tisch ist eine Zusammenstellung der Versuchsanordnung zu sehen, mit der 1938 die Kernspaltung entdeckt wurde. Kalkstein wird schon seit Jahrtausenden als Baumaterial verwendet; die Ausstellung zeigt, wie durch Brennen Kalkmörtel oder Zement als Bindemittel für die Betonherstellung entsteht. Batterien und Akkumulatoren werden als Zukunftsthemen betrachtet, ebenso wie Seltene Erden und deren Verwendung sowie Wasserstoff als Energieträger. Ein Funktionsmodell demonstriert, wie Wasser durch Elektrolyse zerlegt wird und durch „kalte Verbrennung“ in einer Brennstoffzelle wieder elektrische Energie entsteht. Um einen Reaktionskessel, der die Chemieindustrie symbolisiert, werden Fragen zur Nutzung fossiler Rohstoffe wie Kohle, Erdöl und Erdgas gestellt und mögliche Alternativen aufgezeigt. Im Hörsaal des Laborbereichs finden täglich Vorführungen mit wechselnden Themen statt. Eigene Experimente können bei Workshops im Besucherlabor oder an Experimentierstationen durchgeführt werden. Der Ausstellungsbereich Historische Chemie gibt Einblicke in ein alchemistisches Laboratorium mit Öfen und Destillationsapparaturen, ein Laboratorium zur Zeit Lavoisiers im 18. Jahrhundert und Justus von Liebigs Studentenlabor Mitte des 19. Jahrhunderts in München.

#### Foucault’sches Pendel
Bereits im Eröffnungsjahr 1925 hing ein Foucaultsches Pendel im Museumsturm. Mit diesem einfachen Experiment führte der Physiker Léon Foucault 1851 im Pariser Panthéon den Nachweis der Erdrotation vor. Im Museum machen Kegelreihe und Klangplatte die Erddrehung sicht- und hörbar. Als weiteres Exponat ist eine mehr als fünf Tonnen schwere Bleikugel zu sehen, mit der Philipp von Jolly 1879/1880 die Dichte der Erde bestimmte.

#### Klassische Optik

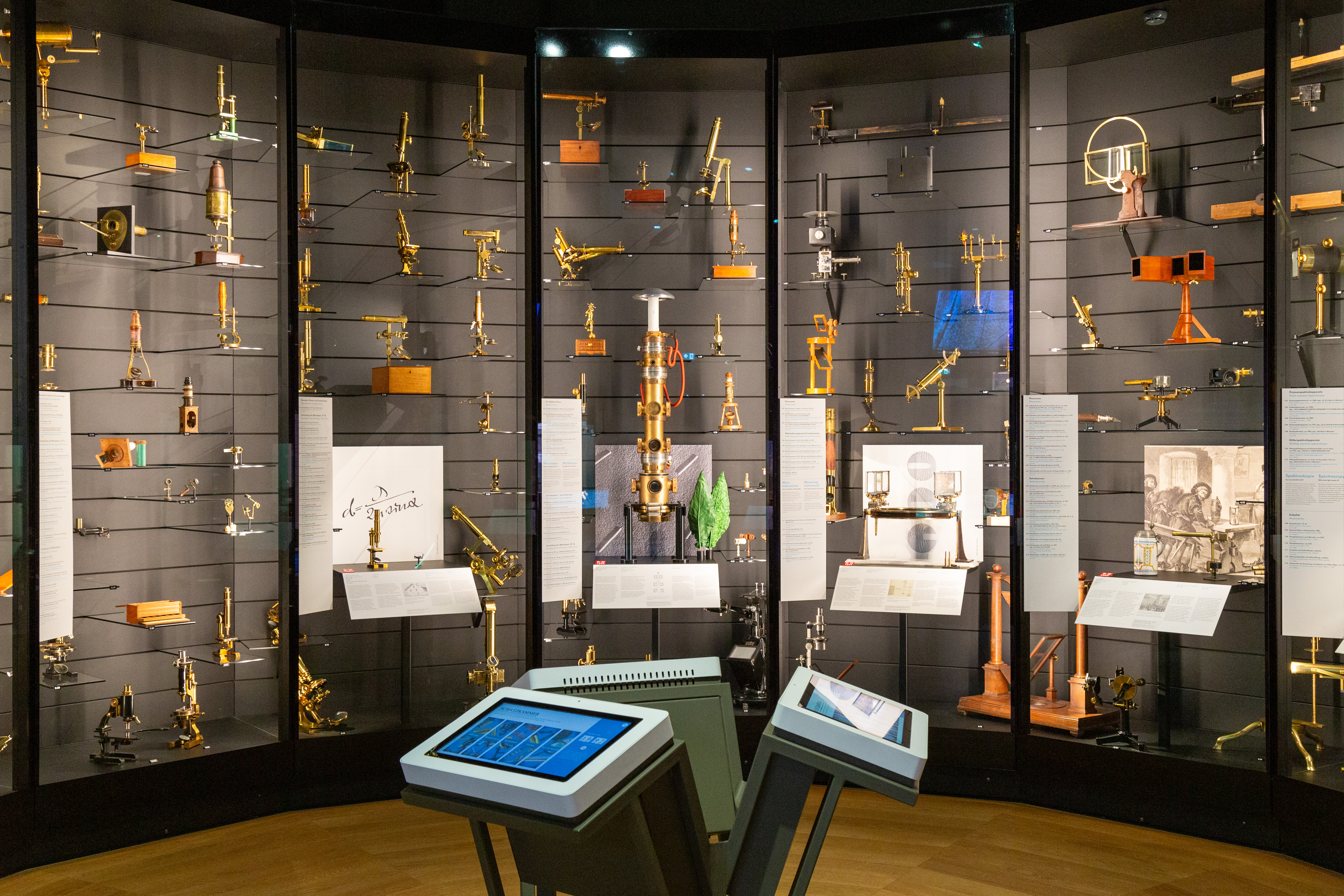
Schatzkammer optischer Instrumente in der Ausstellung Klassische Optik

Der erste Teil der Optik-Ausstellung befasst sich mit geometrischer Optik und Wellenoptik. Drei Dioramen, in denen die Beobachtung des Phänomens der Camera obscura in der griechischen Antike, im arabischen Mittelalter und der europäischen Neuzeit um 1600 dargestellt wird, veranschaulichen die Optikgeschichte in verschiedenen Zeitaltern und Kulturen. In der Schatzkammer sind rund 200 Objekte aus der Museumssammlung zu sehen, die die Entwicklung optischer Instrumente bis zum frühen 20. Jahrhundert repräsentieren. Die Ausstellung zeigt Mikroskope verschiedener Bauformen und Herstellungszeit seit dem 17. Jahrhundert und einen Nachbau des 1933 von Ernst Ruska vorgestellten Elektronenmikroskops. Zu den optischen Messinstrumenten zählen Photometer, Polarisationsapparate, Refraktometer und ein Mach-Zehnder-Interferometer. Prismen- und Gitterspektralapparate wurden in der Chemie und Astronomie eingesetzt. Bei den Teleskopen finden sich Linsenfernrohre der Anfang des 17. Jahrhunderts entwickelten und von Galileo Galilei verbesserten Bauart, Keplersche Fernrohre sowie Spiegelteleskope, darunter ein Nachbau des Newton-Teleskops von 1668. Neben optischen Bauteilen und Apparaten sind auch Kuriosa wie ein „Lerchenspiegel“ zur Vogeljagd ausgestellt. Die Funktion vieler Exponate lässt sich im Experimentierbereich erkunden. Wie der Brennpunkt eines sphärischen Spiegels wirkt, kann am Zugang zur Ausstellung beobachtet werden. Experimente zur geometrischen Optik zeigen die Wirkung verschiedener Linsen, Brechung und Reflexion. Funktionsmodelle demonstrieren die Anwendung im Mikroskop und Fernrohr. Im Bereich Wellenoptik lassen sich farbige Schatten werfen und Regenbogen erzeugen. Experimente zeigen, wie aus weißem Licht durch Dispersion im Prisma, Transmission und Absorption farbiges Licht entsteht. Versuche mit Wasserwellen demonstrieren Phänomene, die auch bei der Überlagerung von Lichtwellen auftreten. An weiteren Stationen können Beugung, Streuung, Polarisation und Interferenz beobachtet werden. Ein Versuchsaufbau veranschaulicht die Entstehung eines Hologramms. Im Mikroskopischen Theater werden bei Vorführungen mit Lichtmikroskopen und einem Rasterelektronenmikroskop Organismen und Materialien untersucht und Aufnahmen gezeigt.

#### Musikinstrumente

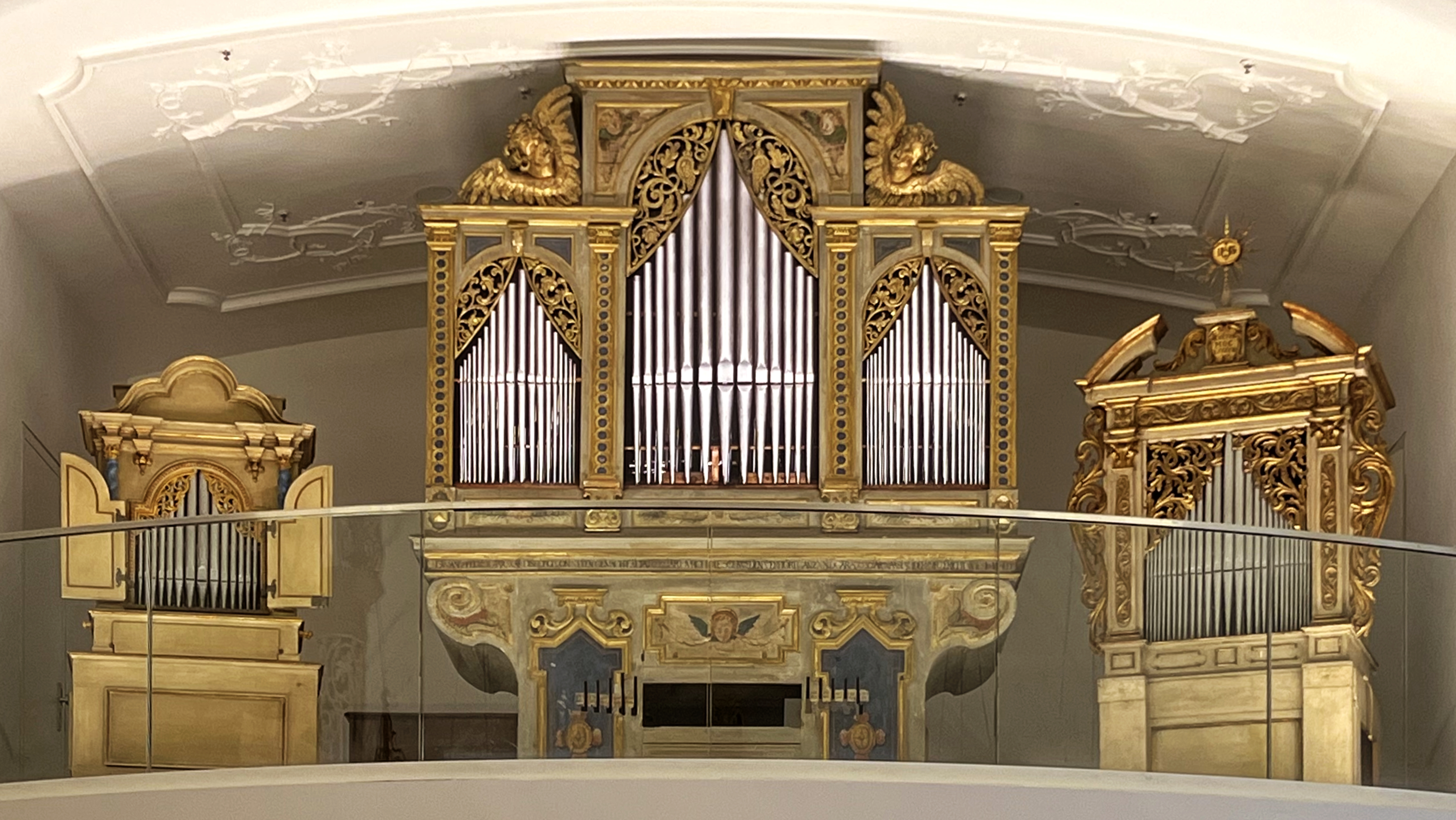
Thalkirchner Orgel und Orgelpositive auf der Empore des Musiksaals

Die Musikinstrumente-Ausstellung erstreckt sich über drei Räume. Im historistischen Musiksaal sind verschiedene Orgeln zu sehen, darunter die Thalkirchner Orgel von 1630, eine elektropneumatische Steinmeyer-Orgel von 1923 und mehrere Orgelpositive. An der 1995 für das Museum gebauten Ahrend-Orgel und einem Modell werden Aufbau und Funktionsweise einer Schleifladenorgel demonstriert. Neben Saiten- und Blasinstrumenten aus Renaissance und Barock wird die Entwicklung der besaiteten Tasteninstrumente von Clavichord und Cembalo zu Tafelklavier und Hammerflügel gezeigt. Im Biedermeier-Kabinett sind neuartige und unkonventionelle Instrumente aus der Zeit um 1800 zu sehen, beispielsweise die Orphika, Spazierstockinstrumente und eine Serinette zur Dressur von Singvögeln. Im Mittelpunkt des nächsten Raums steht eine Großvitrine mit rund 70 Orchesterinstrumenten. Eine Medienstation veranschaulicht die Zusammensetzung der Orchester vom 18. bis zum 20. Jahrhundert und macht den Klang der beteiligten Instrumentengruppen hörbar. An vier Erfindertischen werden Instrumentenbauer mit ihren Biografien, ihren Ideen und deren Umsetzung vorgestellt. Aus der Zeit um 1800 stammt der Kempelensche Sprechapparat, dessen Spielweise an einem Nachbau erklärt wird. Das ausgestellte Belloneon und der Trompeterautomat gehören zu den mechanischen Musikautomaten, ebenso wie der kunstvoll gestaltete „Zwitscherautomat“ und Spieldosen im dritten Raum. Um 1900 entstand in Deutschland eine Musikautomatenindustrie mit Produkten wie der Organette Ariston, dem Reproduktionsklavier Welte-Mignon und der Klavier und Geige spielenden Hupfeld Phonoliszt-Violina. Anfang der 1920er Jahre begann mit dem Theremin (Aetherophon) die elektronische Klangerzeugung. Es kann, ebenso wie das wenige Jahre später entwickelte Trautonium, an einem Nachbau gespielt werden. In der Ausstellung wird ein Teil von Oskar Salas Studio gezeigt, in dem er mit seinem 1952 fertiggestellten Mixtur-Trautonium Musik und Klänge für Filme, Hörspiele und Theaterstücke produzierte. 1960 richtete Siemens in München ein Studio für elektronische Musik ein, dessen Regie- und Maschinenraum mit lochstreifengesteuerter Generatorenwand, Mischpulten, Hallgitter, Vocoder, Tonbandgeräten und Lautsprechern nachgestellt ist. Auf einem Bühnenpodium sind E-Gitarren, E-Bass und Schlagzeug arrangiert, deren Hersteller in den 1960er Jahren durch die Beatles bekannt wurden. Seit 1970 werden in der Rock- und Popmusik zunehmend Synthesizer verwendet. Neben der Demonstration eines modularen Synthesizers wird eine Reihe von Geräten gezeigt, darunter ein Moog IIIp, Minimoog, Sampler Emulator II, Synclavier 9600 und ein Software-Synthesizer.

### Verkehr, Mobilität, Transport
Die Ausstellungen im Themencluster „Verkehr, Mobilität, Transport“, die den Landverkehr betreffen (unter anderem Automobile und Eisenbahn) befinden sich seit dessen Eröffnung im Verkehrszentrum auf der Münchner Theresienhöhe. Die Ausstellungen Brücken und Wasserbau, Historische Luftfahrt, Moderne Luftfahrt sowie Raumfahrt und die gleichfalls neu konzipierte Modellbahn befinden sich auf der Münchner Museumsinsel, wo diese seit dem 8. Juli 2022 in überarbeiteter Form besichtigt werden können.

#### Brücken und Wasserbau
Eine begehbare, 27 Meter lange Hängebrücke aus Stahl und Glas führt über die Ausstellungsfläche. Die Bauweise der einseitig gestützten Kreisringträgerbrücke wird an Demonstrationsmodellen und einer Medienstation erklärt. Ein fünf Meter hoher Tensegrity-Turm erhält seine Stabilität durch das Zusammenwirken von Druck- und Zugkräften, die auch für die Konstruktion von Brücken bestimmend sind. Die Ausstellung gliedert sich nach den Tragwerkstypen in die Bereiche Balkenbrücken, Bogenbrücken und seilverspannte Brücken. In jedem Bereich sind Modelle realer Brücken unterschiedlicher Bauformen, Baustoffe und Entstehungszeiten zu sehen. Zu den Balkenbrücken zählt auch ein Demonstrationsobjekt aus Carbonbeton und Infraleichtbeton. Kohlenstofffasern statt Bewehrungsstahl verhindern Korrosion und reduzieren den Materialeinsatz und die damit verbundenen CO2-Emissionen. Verschiedene Verfahren des Brückenbaus werden ebenfalls in Modellen dargestellt, beispielsweise der Bau der Normandiebrücke über die Seinemündung, der bei Fertigstellung 1995 größten Schrägseilbrücke der Welt. Ein Filmdokument zeigt den Einsturz der Tacoma-Narrows-Brücke im US-Bundesstaat Washington im Jahr 1940. Die Ursache lässt sich in einem Windkanalversuch nachvollziehen. Die Ausstellung zum Thema Wasserbau befasst sich mit Wasserwirtschaft, Wasserstraßen und der Nutzung der Wasserkraft. Die ältesten Wasserstraßen sind frei fließende Flüsse. Modelle zeigen, wie Flüsse mit Buhnen, Wehren und Schleusen ausgebaut werden. Die Wasserkraft wurde zuerst in Mühlen und Hammerwerken genutzt, seit Ende des 19. Jahrhunderts auch in Wasserkraftwerken. Ein Diorama zeigt den Bau des Speicherkraftwerks Kaprun in den 1950er Jahren.

#### Historische Luftfahrt

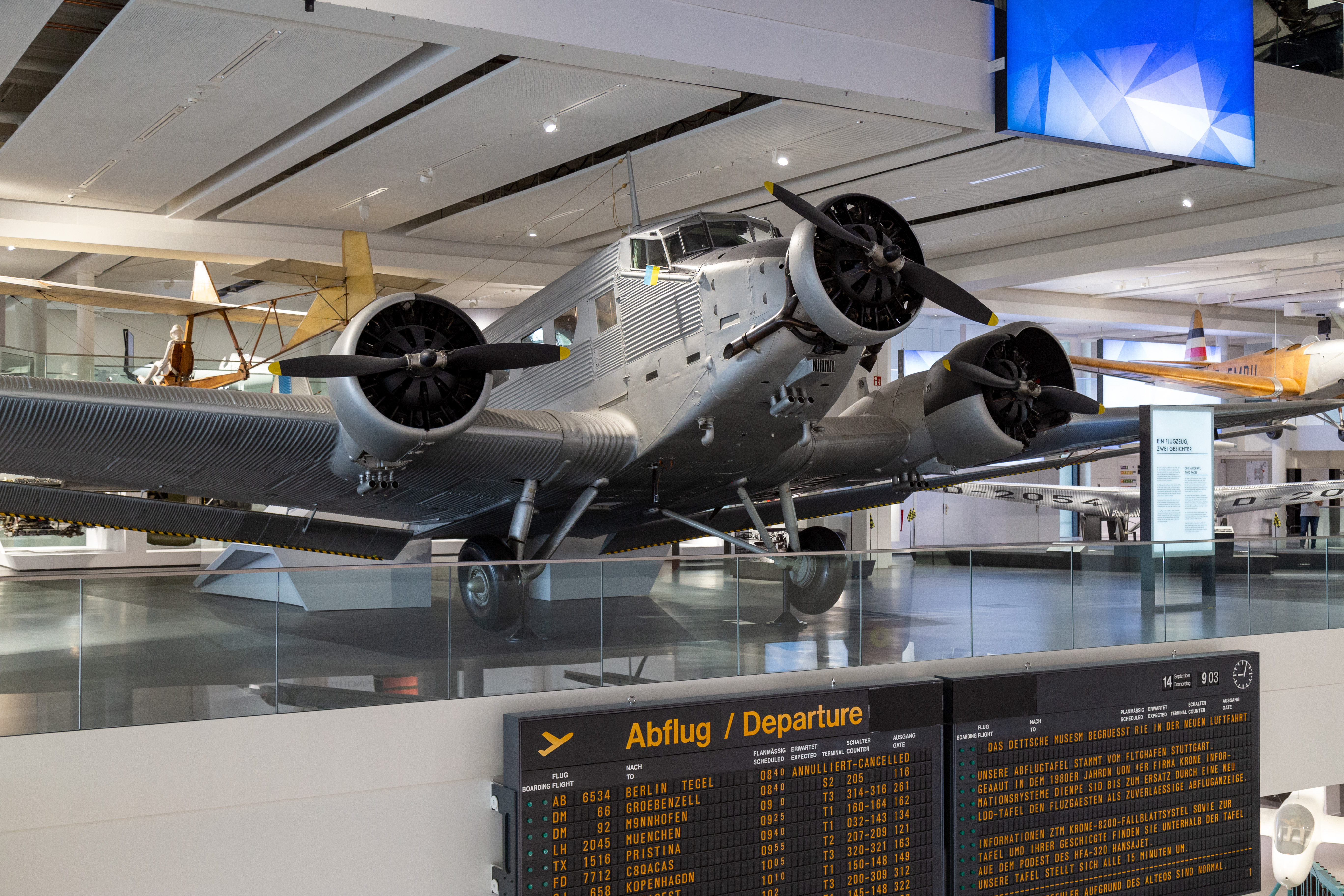
Junkers Ju 52 in der Ausstellung Historische Luftfahrt

Die Ausstellung befasst sich mit der Geschichte der Luftfahrt zwischen 1918 und 1945. Leichtflugzeuge wie die Messerschmitt M 17, Klemm L 25 und Junkers A 50 Junior zeugen von der Begeisterung für die Luftfahrt und Flugrekorden zur Zeit der Weimarer Republik. Als erstes Verkehrsflugzeug in Ganzmetallbauweise ist die Junkers F 13 ausgestellt. Eine Dornier Do A Libelle II veranschaulicht die Entwicklung der Flugboote. Im Mittelpunkt der Ausstellung steht ein begehbares Exemplar der Junkers Ju 52 („Tante Ju“). Flugzeuge dieser Baureihe wurden im zivilen Luftverkehr genutzt; gleichzeitig dienten sie der verdeckten Aufrüstung und wurden im Zweiten Weltkrieg als Behelfsbomber und Transportmaschinen eingesetzt. Im Bereich der militärischen Luftfahrt sind das Standard-Jagdflugzeug der Luftwaffe Messerschmitt Bf 109, eine Fieseler Fi 156 („Fieseler Storch“) und die Messerschmitt Me 262 als erstes strahlgetriebenes Jagdflugzeug zu sehen. Weitere Exponate zeigen die Entwicklung der Raketentechnik als Flugzeugantrieb, zur Flugabwehr und als Raketenwaffe Aggregat 4 („Vergeltungswaffe“ 2, V2). Schautafeln erinnern an die Zwangsarbeit im Flugzeug- und Raketenbau zur Zeit des Nationalsozialismus. Flugmotoren, Propeller und Triebwerke ergänzen die Ausstellung. Separate Bereiche widmen sich dem Segelflug und dem Modellflug.

#### Modellbahn
Die Modellbahn auf 44 Quadratmeter Fläche im Maßstab 1:87 stellt Bahnhof und Umland der fiktiven Stadt Wernmünden am Main Mitte der 1990er Jahre dar. Um die Aufmerksamkeit der Betrachtenden auf das Verkehrsgeschehen zu lenken, sind Landschaft und Gebäude in neutralem Weiß gehalten. Auf rund 750 Meter Gleisen, von denen nur etwa ein Viertel sichtbar sind, fahren Züge im Personennah- und Fernverkehr, Güter- und Rangierverkehr sowie eine Zahnradbahn und eine Waldbahn. Im Stadtverkehr sind Trambahn, Busse und weitere Straßenfahrzeuge unterwegs. Bei den mehrmals täglich stattfindenden Vorführungen wird ein auf 20 Minuten verkürzter Tagesablauf gezeigt. Kameras und ein Fenster an der Stirnseite geben Einblicke ins Innere der Anlage mit Gleiswendel und Schattenbahnhöfen.

#### Moderne Luftfahrt

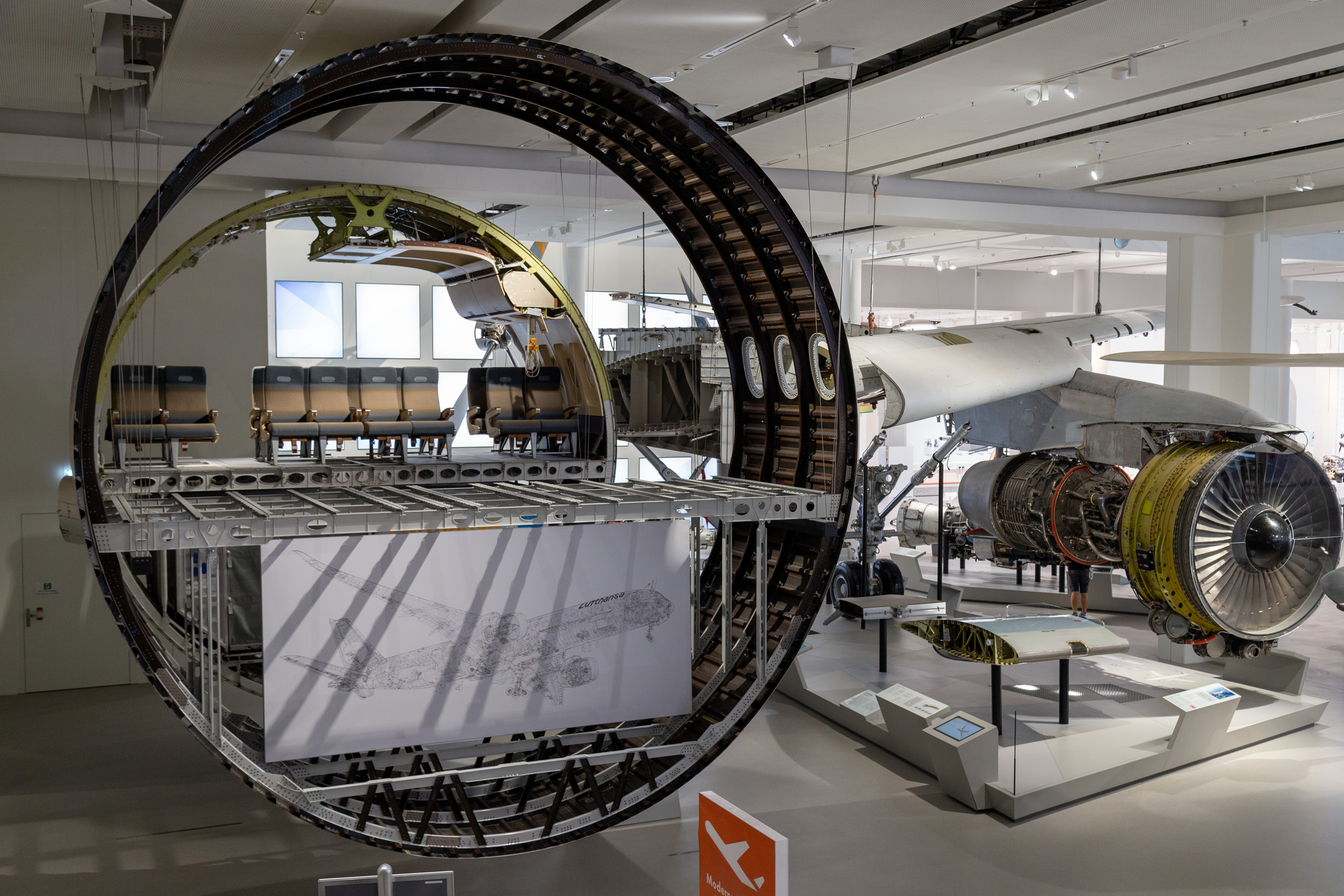
Rumpfsegmente, Tragfläche und Triebwerk eines Verkehrsflugzeugs in der Ausstellung Moderne Luftfahrt

Die Ausstellung zeigt in acht Themenbereichen die Entwicklung der Luftfahrt nach Ende des Zweiten Weltkriegs. Mit der einmotorigen Dornier Do 27 begann 1956 der Flugzeugbau in der Bundesrepublik Deutschland. Die Ausstellung zeigt Beispiele für den Leichtbau in Holz-, Metall- und Gemischtbauweise sowie das Segelflugzeug fs 24 Phönix in neuartiger Kunststoffbauweise und einen Prototyp der Grob G180 SPn aus Kohlenstofffaser-Verbundwerkstoffen. Im Bereich Flugzeugsysteme sind Rumpfsegmente des ersten Airbus A300 und eines Airbus A350 XWB zu sehen. Tragflügel, Fahrwerk und Triebwerke zeigen konstruktive Details eines Großraumflugzeugs. Die Lockheed F-104 („Starfighter“) war in den 1960er und 1970er Jahren das Standard-Kampfflugzeug der Luftwaffe; ausgestellt ist eine in den USA gebaute Ausbildungsmaschine. Hubschrauber wie die Sikorsky S-55, Agusta Bell 47 und MBB BO 105, der Tragschrauber AutoGyro Cavalon und der unbemannte Paketkopter zeigen die Entwicklung der Drehflügler. Um das Geschäftsreiseflugzeug HFB 320 Hansa Jet sind verschiedene Flughafeneinrichtungen zu sehen, beispielsweise Elemente der Flughafenbefeuerung und eine Fallblattanzeige des Stuttgarter Flughafens. Eine Themenstation aus Luftfrachtcontainern befasst sich mit Flugzeugabfertigung, Luftfracht und Umweltaspekten des Flugverkehrs. An einem interaktiven Modell lassen sich Einrichtungen des Münchner Flughafens erkunden. Im Bereich Flugführung ist neben dem Towerarbeitsplatz der Fluglotsen ein Blick ins Cockpit einer Boeing 707 und eines Airbus A320 möglich. Im Flugsimulator finden regelmäßig Vorführungen statt. Flugsicherheit beginnt mit dem Konstruktionsprozess und der Festigkeitserprobung, die in Modellen gezeigt wird. Während des Betriebs helfen Checklisten, Sensoren und Kollisionswarnsysteme, Flugunfälle zu vermeiden. Sicherheits- und Rettungssysteme können Unfallfolgen vermindern. Flugschreiber („Black Box“) dienen der Flugunfallermittlung, die an einer Medienstation erklärt wird. Im Bereich Flugphysik vermitteln interaktive Demonstrationen die Grundlagen der Aerodynamik.

#### Raumfahrt
Die Raumfahrt-Ausstellung ist als Dunkelausstellung konzipiert. Bei einer Fahrt mit dem virtuellen „Atmosphären-Fahrstuhl“ werden physikalische Parameter und Wetterphänomene erklärt. Experimente veranschaulichen die Grundlagen der Raketentechnik. Ausgestellt sind ein Nachbau von Robert Goddards erster flugfähiger Flüssigkeitsrakete und Max Valiers Raketenschlitten RAK BOB 2 und Raketenwagen Rak. 7. In den 1930er Jahren übernahm das Heereswaffenamt die deutsche Raketenforschung. Unter Leitung von Wernher von Braun wurde in Peenemünde das Aggregat 4 entwickelt, besser bekannt als „Vergeltungswaffe“ V2. In der Ausstellung sind Antriebstechnik und Steuerungselemente zu sehen. Exponate und Schnittmodelle zeigen die weitere Entwicklung der Raketenantriebe bis zum Vulcain-Triebwerk, dem Hauptantrieb der Ariane-5-Trägerrakete. Eine Zeitleiste dokumentiert den Wettlauf im All vom Sputnikschock bis zur internationalen Kooperation beim Bau und Betrieb der Raumstation ISS. Zur bemannten Raumfahrt sind der Nachbau einer Mercury-Raumkapsel, ein Diorama der Apollo-15-Mondlandemission und ein originalgroßer Nachbau des Mondfahrzeugs sowie eine Reihe von Raumanzügen und Ausrüstung der Raumfahrer zu sehen. Spacelab war ein wiederverwendbares Forschungslabor, das in der Ladebucht eines Space Shuttle transportiert wurde. Satelliten sind künstliche Flugkörper, die die Erde umrunden. Raumsonden verlassen den Anziehungsbereich der Erde, um weit entfernte Himmelskörper zu erforschen. Mit Medienstation, Schautafeln und Komponenten werden Satellitenbahnen, Lageregelung, Energieversorgung, Wärmehaushalt, Datenspeicherung und Kommunikation erklärt. In der Ausstellung sind Modelle, Prototypen und Nachbauten von Forschungs-, Nachrichten- und Fernerkundungssatelliten sowie Sonden zu sehen. Das Originalexponat ASTRO-SPAS wurde viermal von einem Space Shuttle in der Erdumlaufbahn ausgesetzt und wieder eingefangen; das mitgeführte Infrarotteleskop CRISTA diente der Ozon- und Klimaforschung. An einer Empfangsstation und auf einem virtuellen Globus werden aufbereitete Satellitendaten verschiedener Wettersatelliten gezeigt.

### Werkstoffe, Energie, Produktion
Der Themencluster „Werkstoffe, Energie, Produktion“ umfasst die Bereiche Bergbau, Glastechnik, Keramik, Kraftmaschinen, Maschinenelemente, Metalle, Metallbearbeitung, Neue Energietechnik, Papiertechnik, Starkstromtechnik, Robotik sowie Textiltechnik. Seit dem 8. Juli 2022 sind im fertiggestellten ersten Sanierungsabschnitt des Sammlungsbaus die neu konzipierten Ausstellungen Energie – Motoren sowie Robotik zugänglich.

#### Energie – Motoren

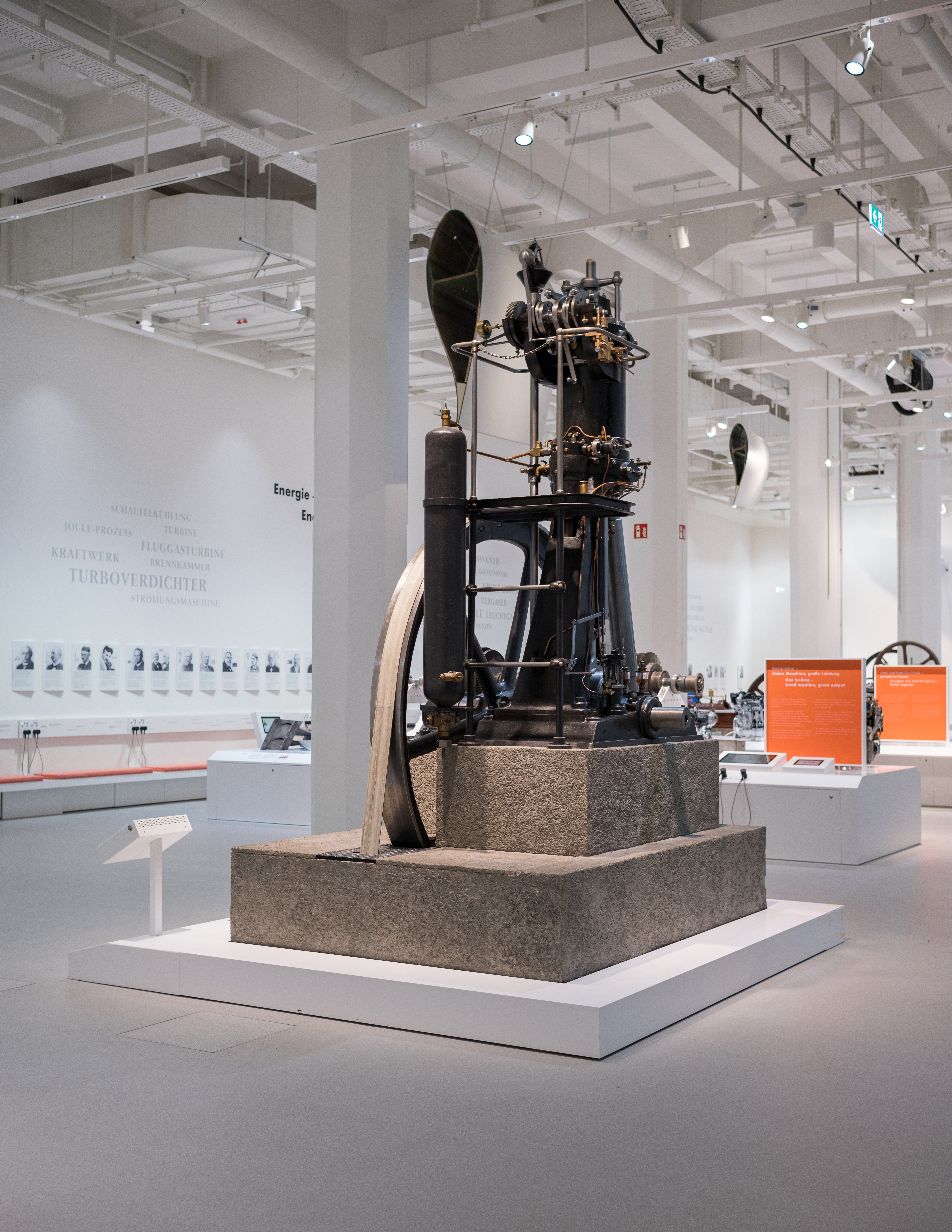
Von der Maschinenfabrik Augsburg im Jahr 1897 hergestellter stationärer Dieselmotor, Prototyp 25/40-B, als Teil der Ausstellung Energie – Motoren

Die Ausstellung befasst sich mit Motoren als Antriebsmaschinen und der Energiegewinnung aus Wind- und Wasserkraft. Als Alternative zu den aufwendig zu betreibenden Dampfmaschinen wurden ab 1860 die ersten stationären Gasmotoren gebaut. Ausgestellt sind ein Lenoir-Motor und der 1867 von Nicolaus August Otto und Eugen Langen vorgestellte Flugkolbenmotor. Der Ottomotor von 1876 war der erste in großen Stückzahlen gebaute Viertaktmotor. Gottlieb Daimler und Wilhelm Maybach entwickelten 1885 einen schnelllaufenden Einzylinder-Viertaktmotor für den Einbau in Fahrzeugen. Der „Standuhr“ genannte Motor ist im Motorenregal zu finden, in dem zahlreiche Exponate die Entwicklungsgeschichte der Verbrennungsmotoren dokumentieren. Ab 1893 experimentierte Rudolf Diesel mit einer Verbrennungsmaschine, die durch Kompression der Luft und Selbstzündung des Kraftstoffs den Wirkungsgrad deutlich steigern sollte. Der Prototyp des ersten Dieselmotors steht im Zentrum der Halle. Die Heißluftmaschine, bekannt als Stirlingmotor, arbeitet mit äußerer Wärmezufuhr; die Ausstellung erläutert das Funktionsprinzip und zeigt Anwendungsbeispiele. Gasturbinen werden vorwiegend in der Energieversorgung und als Flugzeugantrieb eingesetzt. An der zerlegten Turbine einer Gasverdichterstation wird die Arbeitsweise erklärt. Modelle und Teile von Windgeneratoren veranschaulichen die Nutzung der Windenergie. An der Decke aufgehängte Schnittteile eines 55 Meter langen Rotorblatts demonstrieren die Ausmaße einer mittelgroßen Onshore-Windkraftanlage. Wasserkraft kann auf verschiedene Weise genutzt werden – mit Wellen- und Gezeitenkraftwerken im Meer, mit Laufwasserkraftwerken an Flüssen und als Speicherkraftwerk zum Ausgleich von Lastspitzen. Die Ausstellung erläutert die Funktion und Bauformen von Wasserturbinen und deren Einsatzbereiche. An der Decke dreht sich ein originalgroßes Modell einer Kaplan-Turbine, wie sie in Flusskraftwerken zum Einsatz kommt. Die Erfinderwand zeigt eine Zeitleiste mit Persönlichkeiten und ihren Beiträgen zum Thema Energie.

#### Robotik
Ältestes Exponat der Robotik-Ausstellung ist der „Predigende Mönch“, eine Automatenfigur aus dem 16. Jahrhundert. Mechanische Automaten können als Vorläufer heutiger Roboter betrachtet werden. Seit Anfang der 1960er Jahre kommen Industrieroboter in der Automobilproduktion zum Einsatz. Ausgestellt ist unter anderem ein PUMA des Herstellers Unimation. Am Beispiel eines Lieferroboters und eines Saatroboters wird autonomes Fahren erklärt. Andere Exponate sind für den Einsatz an schwer zugänglichen oder gefährlichen Orten bestimmt, darunter die militärische Aufklärungsdrohne LUNA. Die ausgestellten Staubsauger und Fensterputzer sind schon in vielen Haushalten zu finden, ebenso Spielzeugroboter vom Bausatz bis zum künstlichen Haustier. HelpMate wurde als erster kommerzieller Serviceroboter ab 1989 in Kliniken getestet. In der Ausstellung sind weitere Anwendungen in der Medizin und Pflege zu sehen, darunter elektronisch gesteuerte Prothesen und die Robbe Paro zur Unterstützung der Therapie demenzkranker Menschen. Im Ausstellungsbereich Forschung wird die Entwicklung vom Telemanipulator der 1970er Jahre zum teilautonomen Roboter erklärt. Forschungsprojekte und Produkte demonstrieren Methoden der Fortbewegung, das Überwinden von Hindernissen und das Greifen von Gegenständen. Im Demolabor lassen sich einige Funktionen erkunden. Roboterfußball ist ein Testfeld um Orientierung, Bewegung, Strategie und Kooperation zu erproben. In der Ausstellung sind RoboCup-Teilnehmer verschiedener Ligen zu sehen. In Literatur und Film sind Roboter schon lange präsent, wie Figuren und Filmausschnitte zeigen. „Fingers“ war Gitarrist der Roboterband Compressorhead. Er besteht überwiegend aus recyceltem Schrott und kann mit 78 pneumatischen Fingern E-Gitarre spielen. In der Highlight Arena sollen zwei humanoide Roboter auf das Phänomen des „unheimlichen Tals“ (englisch uncanny valley) aufmerksam machen.

### Kinderreich
Im Februar 2003 wurde im Untergeschoss der Luft- und Raumfahrthalle auf der Münchner Museumsinsel das Kinderreich eröffnet. Dieses bietet für drei- bis achtjährige Kinder eine Vielzahl von Experimentier- und Mitmachstationen mit naturwissenschaftlich-technischem Bezug an, die optische, akustische oder mechanische Phänomene erfahrbar machen, so etwa ein Feuerwehrfahrzeug, einen Lichtspieltisch, eine Riesengitarre, Flaschenzüge, ein Pedalokopter und einen Wasserspielbereich mit Schleuse und Schöpfrad.

### Deutscher Zukunftspreis
Das Deutsche Museum zeigt seit 2006 im Sammlungsbau auf der Münchner Museumsinsel eine Dauerausstellung zum jährlich vergebenen Deutschen Zukunftspreis des Bundespräsidenten für Technik und Innovation, mit dem Wissenschaftler geehrt werden, die hervorragende technische, ingenieur- oder naturwissenschaftliche sowie Software- oder Algorithmen-basierte Innovationen hervorgebracht haben. Hierbei werden jeweils zehn der preisgekrönten Projekte im Hinblick auf wissenschaftliche Exzellenz und nachhaltige Wirkung der jeweiligen Innovation durch Projektinseln inszenatorisch präsentiert und die beteiligten Forscher als Vorbilder dargestellt.

### Geschlossene Ausstellungen

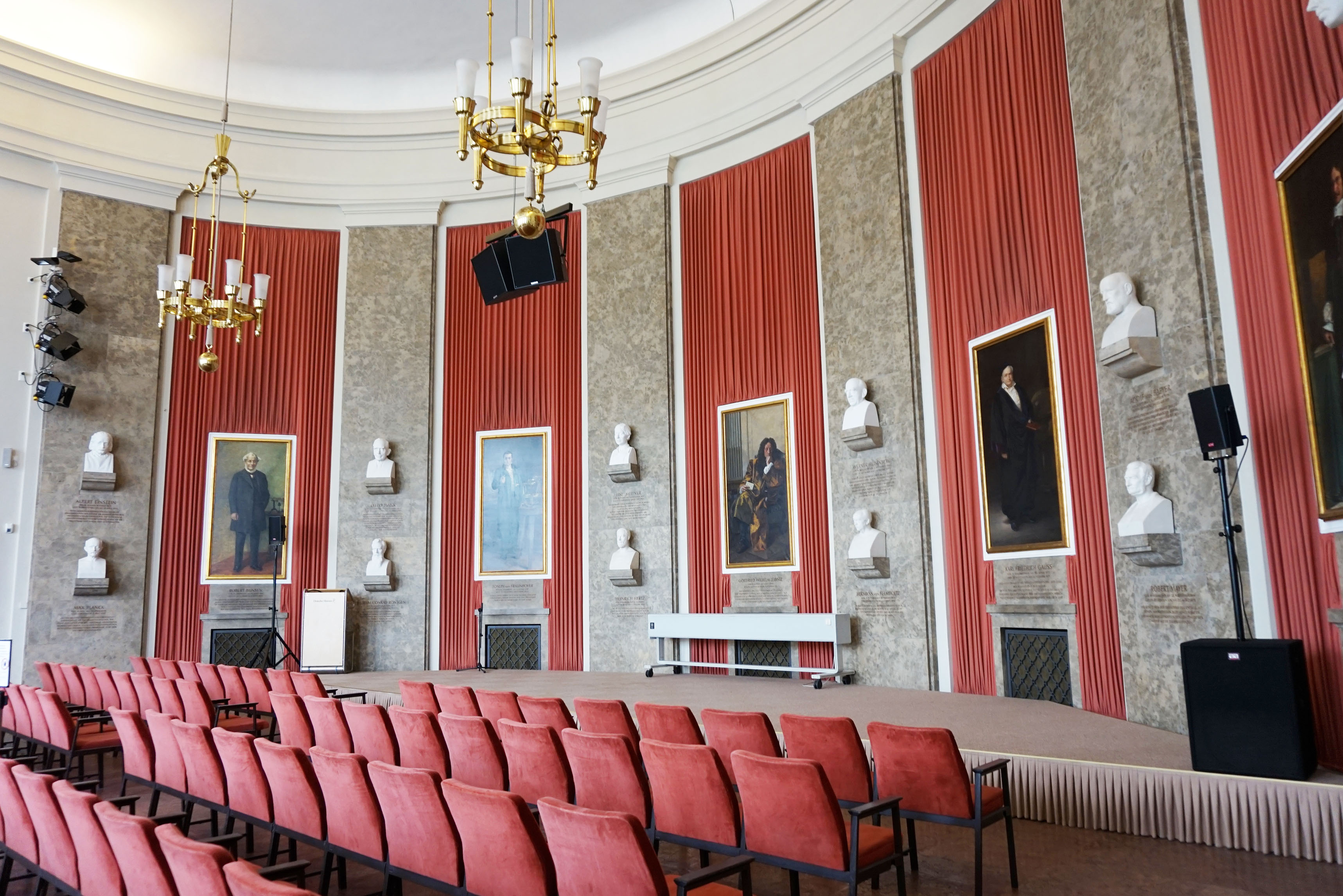
Ehrensaal des Museums (Stand 2017)

Folgende Ausstellungen und Museumsbereiche wurden Im Zuge der Generalsanierung des Sammlungsbaus auf der Museumsinsel geschlossen:
- Akademiesammlung. Diese stellt die Gründungssammlung des Deutschen Museums dar und umfasst rund 2000 Objekte aus der mathematisch-physikalischen Sammlung der Bayerischen Akademie der Wissenschaften, die 1905 an das Deutsche Museum übertragen wurden.[113]
- Altamira-Höhle. Hierbei handelt es sich um eine detailgetreue Nachbildung der weltberühmten steinzeitlichen Deckenmalereien in der nordspanischen Altamira-Höhle.
- Astronomie
- Bergbau. Das im Untergeschoss und einer speziellen Unterkellerung im Ostteil des Sammlungsbaus befindliche Anschauungsbergwerk nahm am 7. Mai 1925 seinen Betrieb auf. Die Bergbau-Ausstellung umfasste realistische Inszenierungen verschiedener Bergwerksszenarien, war profilbildend für das Deutsche Museum und gehörte zu dessen beliebtesten Ausstellungen.[114] Der größte Teil der Bergbauausstellung stand als Teil der Erstausstattung des Sammlungsbaus von 1925 unter Denkmalschutz.[115] Im Zuge des zweiten Abschnittes der Sanierung des Sammlungsbaus ist der Ausbau der denkmalgeschützten Kulissen der Ausstellung vorgesehen.[116] Die Kosten für den denkmalgerechten Ausbau und Wiederaufbau der Bergbauausstellung wurden zunächst auf zehn Millionen Euro geschätzt.[117][118] Da aufgrund der erheblichen Kosten die Finanzierung des Wiederaufbaus der Bergbauausstellung Stand 2022 nicht gesichert war und die unter Denkmalschutz gestellte historische Ausstellung nach Auffassung der zuständigen Kuratoren fachliche und didaktische Defizite aufwiese, kam es 2022 zu erheblichen Konflikten zwischen dem Deutschen Museum und dem bayerischen Landesamt für Denkmalpflege.[117][118][119] Zur Finanzierung des Wiederaufbaus sollte eine Crowdfunding-Kampagne gestartet werden.[120] Anfang 2023 wurde bekannt, dass im Rahmen eines Kompromisses mit dem bayerischen Landesamt für Denkmalpflege ein Großteil der Gesteinskulissen entsorgt werden dürfe, wodurch sich die Kosten für den Ausbau der Bergbauausstellung von sieben Millionen Euro um mehrere Millionen Euro reduzieren könnten.[119]
- Ehrensaal. Der Ehrensaal wurde 1925 als „Tempel der Technik und Naturwissenschaft“ eröffnet. Insgesamt befinden sich 24 Büsten mit Nobelpreisträgern und Ingenieuren an den Wänden, darunter als einzige Frau die Kernphysikerin Lise Meitner.[121][122]
- Energietechnik. In der Abteilung wurden grundlegende Informationen aus dem Bereich der Energietechnik zum Energieverbrauch, zur Energieumwandlung und zur Energieverwendung geboten. Die verschiedenen Primärenergien wurden dargestellt und besonders auf die Nutzung der Sonnenenergie eingegangen. Die Möglichkeiten und Probleme der Energiespeicherung wurden aufgezeigt. Im Themenkomplex Kernenergie werden die physikalischen Grundlagen der Kernspaltung, der grundsätzliche Aufbau von Kernkraftwerken und Konzepte zur Gefahrenabwehr vorgestellt. Die beim Betrieb von Kernkraftwerken entstehende künstliche Radioaktivität wurde mit anderen Formen der künstlichen und der natürlichen Radioaktivität verglichen und die verschiedenen Arten der Lagerung von radioaktiven Abfällen aufgezeigt.
- Erdöl und Erdgas
- Geodäsie. In der Abteilung wurden die Methoden der Geodäsie und deren Entwicklungen dargestellt, um die Erdoberfläche zu vermessen und die Gestalt der Erde zu bestimmen. Bei den Messmethoden sah man Geräte, mit denen man Längen, Winkel und Höhen misst, um damit die Lage eines Ortes zu bestimmen. Auch Messungen mittels Astronomie oder Satelliten wurden vorgestellt. Ein besonderer Bereich befasste sich mit dem Kataster, dem Grundbuch und der Flurkarte. Auch auf die Methoden der Ingenieurvermessung von Bauwerken, technischen Anlagen und sportlichen Leistungen wurde eingegangen. Schließlich wurden die unterschiedlichen Darstellungen der Erde mittels Globen und Landkarten an Beispielen veranschaulicht. In dem Bereich Orientierung mit Landkarte und Kompass konnte man lernen, wie man sich damit in der Natur zurechtfindet.
- Glastechnik. Die Abteilung gliederte sich in die vier Bereiche Glas als Werkstoff, Hohlglas, Flachglas und Spezialglas. Im ersten Teil wurden die Bestandteile, wichtige Eigenschaften des Glases und die geschichtliche Entwicklung der Glasherstellung in Modellen gezeigt. Die Herstellung von Hohlgläsern war von der Glasmacherpfeife bis zur modernen Massenherstellung zu sehen. Die Herstellung von Flachglas konnte man anhand der alten Techniken zur Herstellung aus Hohlglas und die Massenfertigung, die erst im 20. Jahrhundert erfunden wurde, kennenlernen. Die unterschiedlichen Grundstoffe und Eigenschaften von Spezialgläsern wurden an Beispielen aus den Anwendungsbereichen Optik, Elektrotechnik, Chemie und Pharmazie verdeutlicht.
- Historische Luftfahrt bis 1918
- Informatik. In dieser Abteilung wurden unter anderem ein Nachbau des Z3 sowie der originale Z4 des Computerpioniers Konrad Zuse präsentiert. Der Z3 gilt als erste vollständig programmierbare Rechenmaschine der Welt.
- Keramik
- Kosmologie
- Kraftmaschinen. In der Abteilung waren Kraftmaschinen entsprechend der Art ihrer Energieumwandlung ausgestellt, so etwa Muskelkraftmaschinen, verschiedene Wind- und Wasserräder sowie Wasserturbinen. Bei den Dampfmaschinen sind besonders sehenswert der Nachbau einer doppelt wirkenden Wattschen Betriebsdampfmaschine von 1788 und die Ventildampfmaschine der Gebrüder Sulzer aus dem Jahr 1865. Die Dampfturbinen von Carl Gustav Patrik de Laval (1888) und Charles Parsons (1889) zeigen den Übergang von den Kolbendampfmaschinen zu den in der modernen Stromerzeugung dominierenden Dampfturbinen. Bei den Verbrennungsmotoren waren der erste stationäre Viertakt-Otto-Motor von 1876 und die daraus abgeleiteten Fahrzeugmotoren von Gottlieb Daimler (1886/1889) zu sehen. An weiteren Verbrennungsmotoren waren der Dieselmotor von Rudolf Diesel (1897), Wankelmotoren und Strahltriebwerke ausgestellt.
- Maß und Gewicht
- Maschinenelemente
- Meeresforschung
- Metalle
- Museumsgeschichte
- Nano- und Biotechnologie (Zentrum Neue Technologien)
- Ost-Sternwarte
- Papiertechnik
- Physik
- Schifffahrt, unter anderem mit dem ersten U-Boot der Kaiserlichen Deutschen Marine, U 1
- Sonnenuhrengarten
- Starkstromtechnik. Die Ausstellung befasste sich mit der Erzeugung, Verteilung und Anwendung der elektrischen Energie im großen Maßstab. Die Abteilung zeigte neben vielen Exponaten aus der Hochspannungstechnik u. a. den originalen Drehstrom-Generator von Friedrich August Haselwander der ersten Hochspannungsübertragung von Lauffen am Neckar nach Frankfurt am Main (Klauenpolläufer) sowie das Original des ersten elektrischen Generators von Werner Siemens (dynamoelektrisches Prinzip). Mehrere Exponate verdeutlichten die Funktionsweise der elektrischen Maschinen, Gleich-, Wechsel- und Umrichter sowie dem Freileitungsbau. In der Starkstromtechnik fand dreimal täglich auch die bei Museumsbesuchern beliebteste Vorführung der Hochspannungsanlage statt – die Besucher lernten hier das Verhalten von Wechselspannungen bis 300.000 Volt und Stoßspannungen bis 1,2 Millionen Volt kennen.
- Technisches Spielzeug
- Telekommunikation
- Textiltechnik
- Tunnelbau
- Umwelt
- Werkzeugmaschinen
- Wissenschaftliche Instrumente
- Zeitmessung

### Meisterwerke
Das Deutsche Museum verfügt über eine Vielzahl herausragender Originalobjekte beziehungsweise Inszenierungen von Originalobjekten, die häufig unter Mitwirkung von Personen erstellt wurden, die am zugrundeliegenden technischen oder naturwissenschaftlichen Durchbruch beteiligt waren. Beispiele sind die Magdeburger Halbkugeln, mittels derer Otto von Guericke die Wirkung des Luftdrucks demonstrierte, eine 1839 von Alphonse Giroux nach Vorgaben von Louis Jacques Mandé Daguerre hergestellte Schiebekastenkamera Le Daguerreotype, ein Telefon von Philipp Reis aus dem Jahre 1863, der erste Benz-Patent-Motorwagen, eines der ersten elektrisch betriebenen Schienenfahrzeuge von Siemens & Halske, der erste Dieselmotor, die Fernseh-Versuchsanordnung von Manfred von Ardenne aus dem Jahr 1931 (erste öffentlich präsentierte vollelektronische Versuchsanordnung, mit der bewegte Bilder übertragen wurden), der Hahn-Meitner-Straßmann-Tisch, auf dem bei der Entdeckung der Kernspaltung verwendete Originalinstrumente aufgebaut sind, die programmgesteuerte Rechenanlage Zuse Z4 (Baujahr 1942–1945), eine durch den ursprünglichen Erfinder Ernst Ruska erstellte Nachbildung des ersten Elektronenmikroskops mit einer besseren Auflösung als die optische Mikroskopie aus dem Jahre 1933, eine Nachbildung des ersten Rastertunnelmikroskops von IBM oder der Quantenprozessor Sycamore von Google.

### Planetarium
Noch vor der feierlichen Eröffnung des Museums-Neubaus am 7. Mai 1925 präsentierte das Museum ein Planetarium, das weltweit erste permanent betriebene moderne Projektionsplanetarium. Die technische Neuheit wurde am 21. Oktober 1923 offiziell vorgestellt und 1925 in Betrieb genommen. Mittels optisch-mechanischer Lichtprojektion in eine Kuppel mit zehn Meter Durchmesser ist das Planetarium in der Lage, das Aussehen und die Bewegungen des Fixsternhimmels, der Planeten, der Sonne und des Mondes zu visualisieren. Den Auftrag hierfür erteilte Oskar von Miller im Jahr 1913 der Firma Carl Zeiss. Gleich im ersten Jahr erlebte das Planetarium einen großen Andrang von Besuchern. Die Münchner Neuesten Nachrichten, Vorgängerzeitung der heutigen Süddeutschen Zeitung schrieben dazu im Januar 1924: „Wer Gelegenheit hatte, in der ersten Besuchswoche des Deutschen Museums den gewaltigen Andrang nach den Planetarien und die helle Begeisterung der Besucher zu beobachten, der mußte die Überzeugung gewinnen, daß hier ein Bildungsmittel von unschätzbarem Wert geschaffen ist.“ Anlässlich einer Ausstellung zum 100-jährigen Jubiläum des Planetariums im Jahr 2023 wies Museumsdirektor Wolfgang Heckl darauf hin, dass es inzwischen 4000 Projektionsplanetarien weltweit gibt. Der Kurator der Jubiläumsausstellung Christian Sicka meinte zum damaligen „Riesenerfolg“ des Planetariums, dass die Menschen es als eine „Erfindung wahrnahmen, die den Himmel auf Erden holte“. Zum Jubiläum präsentiert das Museum ein Exponat aus dem Jahr 1925, den unter Federführung von Walther Bauersfeld entwickelten Planetariumsprojektor Modell I der Firma Carl Zeiss, der bis 1960 im Planetarium eingesetzt wurde, in der dazu gehörenden Patentschrift wird er bezeichnet als „Vorrichtung zum Projizieren von Gestirnen auf eine kugelförmige Projektionswand“. Das Planetarium selbst ist bis voraussichtlich 2028 sanierungsbedingt geschlossen.
Von 1993 bis 2005 gab es ein zweites Planetarium im privatisierten Forum der Technik im Kongressbau. Das Großplanetarium mit 20 Meter Kuppeldurchmesser und einem Zeiss Modell VII Sternenprojektor musste am 23. Februar 2005 wegen Insolvenz schließen. Beim 2022 erstmals stattfindenden Festival der Zukunft wurde die Kuppel des Planetariums mit animierten Kunstwerken bespielt.

### Besonderheiten
Ab den 1960er Jahren wurden sogenannte Druckknopfexperimente, bei denen ausgelöst durch Betätigung eines Schalters („Druckknopf“) bestimmte Demonstrationen ablaufen, zum Markenzeichen des Deutschen Museums. Das Deutsche Museum ist berühmt für seine hauseigenen Werkstätten unter anderem in für Ausstellungsbau und Ausstellungsgestaltung relevanten Bereichen wie Ausstellungsmalerei, Bildhauerei, Elektronik, Fahrzeugrestaurierung, Flugzeugrestaurierung oder Modellbau. Ebenfalls großer Berühmtheit erfreuen sich die zahlreichen Modelle und Dioramen in den Ausstellungen. Ab 1950 bis zuletzt 1996 schuf Günter Voglsamer einen großen Teil der Wandgemälde und Dioramen.

## Führungen
In zahlreichen Abteilungen werden zu bestimmten Tageszeiten Führungen angeboten, an denen Besucher kostenlos und ohne Voranmeldung teilnehmen können. Führungen für Schulklassen, Fachführungen und Führungen in Fremdsprachen können gebührenpflichtig auf Voranmeldung durchgeführt werden. Die Ausstellungen des Deutschen Museums können im Portal Deutsches Museum Digital virtuell erkundet werden, teilweise jedoch im Zustand vor der Modernisierung im Rahmen der Zukunftsinitiative.
Das Deutsche Museum bietet zahlreiche Live-Vorführungen und Demonstrationen an. So ist die Vorführung der Hochspannungsanlage im Erdgeschoss des Sammlungsbaus seit 1953 eine der populärsten Attraktionen des Deutschen Museums, die jedoch bis zur Fertigstellung des zweiten Sanierungsabschnittes des Sammlungsbaus (voraussichtlich 2028) nicht stattfinden kann. In dieser Vorführung werden spektakuläre Experimente gezeigt, wie etwa die Vorführung eines Faradayschen Käfigs, in dem ein Mensch Platz nimmt, oder Blitzeinschläge in ein Miniaturhaus.

## Radio Eule
Um die Grundlagen des Rundfunks zu vermitteln, betreibt das Museum den eigenen Mittelwellensender „Radio Eule“ auf 1500 kHz. Der Probebetrieb startete im Oktober 2018 in der Langen Nacht der Museen. Im Sommer 2019 wurde der provisorische Sender gegen einen leistungsstärkeren ausgetauscht.

## Filme
- Schatzkammer Deutsches Museum – Giganten der Geschichte. (= Aus dem Leben – Die Reportage. Folge 80). Reportage, 30 Min., Buch und Regie: Andreas Dorner, Produktion: Südkino Filmproduktion, ServusTV. Erstausstrahlung: 10. August 2012.[146]
- Deutsches Museum, München (= Museums-Check. Folge 80). Reportage, 30 Min., Moderation: Markus Brock, Produktion: 3sat. Erstausstrahlung: 2. April 2023 (Online in der ARD Mediathek. Video verfügbar bis 3. April 2028).[147]
- Das Deutsche Museum – 120 Jahre Naturwissenschaft und Technik. (= Planet Wissen. Folge 829). 60 Min. Deutschland 2023 (Online in der ARD Mediathek).[148]